# Liste der Biografien/Schult
Liste der Biografien |
Portal Biografien |
Personensuche
# |
A |
B |
C |
D |
E |
F |
G |
H |
I |
J |
K |
L |
M |
N |
O |
P |
Q |
R |
S |
T |
U |
V |
W |
X |
Y |
Z |
?
 
Sa |
Sb |
Sc |
Sd |
Se |
Sf |
Sg |
Sh |
Si |
Sj |
Sk |
Sl |
Sm |
Sn |
So |
Sp |
Sq |
Sr |
Ss |
St |
Su |
Sv |
Sw |
Sy |
Sz
 
Sca–Sce |
Sch |
Sci–Scz
 
Scha |
Schc |
Schd |
Sche |
Schg |
Schi |
Schj |
Schk |
Schl |
Schm |
Schn |
Scho |
Schp |
Schr |
Schs |
Scht |
Schu |
Schv |
Schw |
Schy
 
Schua |
Schub |
Schuc |
Schud |
Schue |
Schuf |
Schug |
Schuh |
Schui |
Schuk |
Schul |
Schum |
Schun |
Schuo |
Schup |
Schuq |
Schur |
Schus |
Schut |
Schuu |
Schuv |
Schuw |
Schuy |
Schuz
 
Schula |
Schulb |
Schuld |
Schule |
Schulg |
Schulh |
Schuli |
Schulj |
Schulk |
Schull |
Schulm |
Schulo |
Schulp |
Schulr |
Schuls |
Schult |
Schulw |
Schuly |
Schulz
Die Liste der Biografien führt alle Personen auf, die in der deutschsprachigen Wikipedia einen Artikel haben. Dieses ist eine Teilliste mit 728 Einträgen von Personen, deren Namen mit den Buchstaben „Schult“ beginnt.

## Schult
- Schult, Almuth (* 1991), deutsche FußballtorhüterinAlmuth Schult (* 1991)

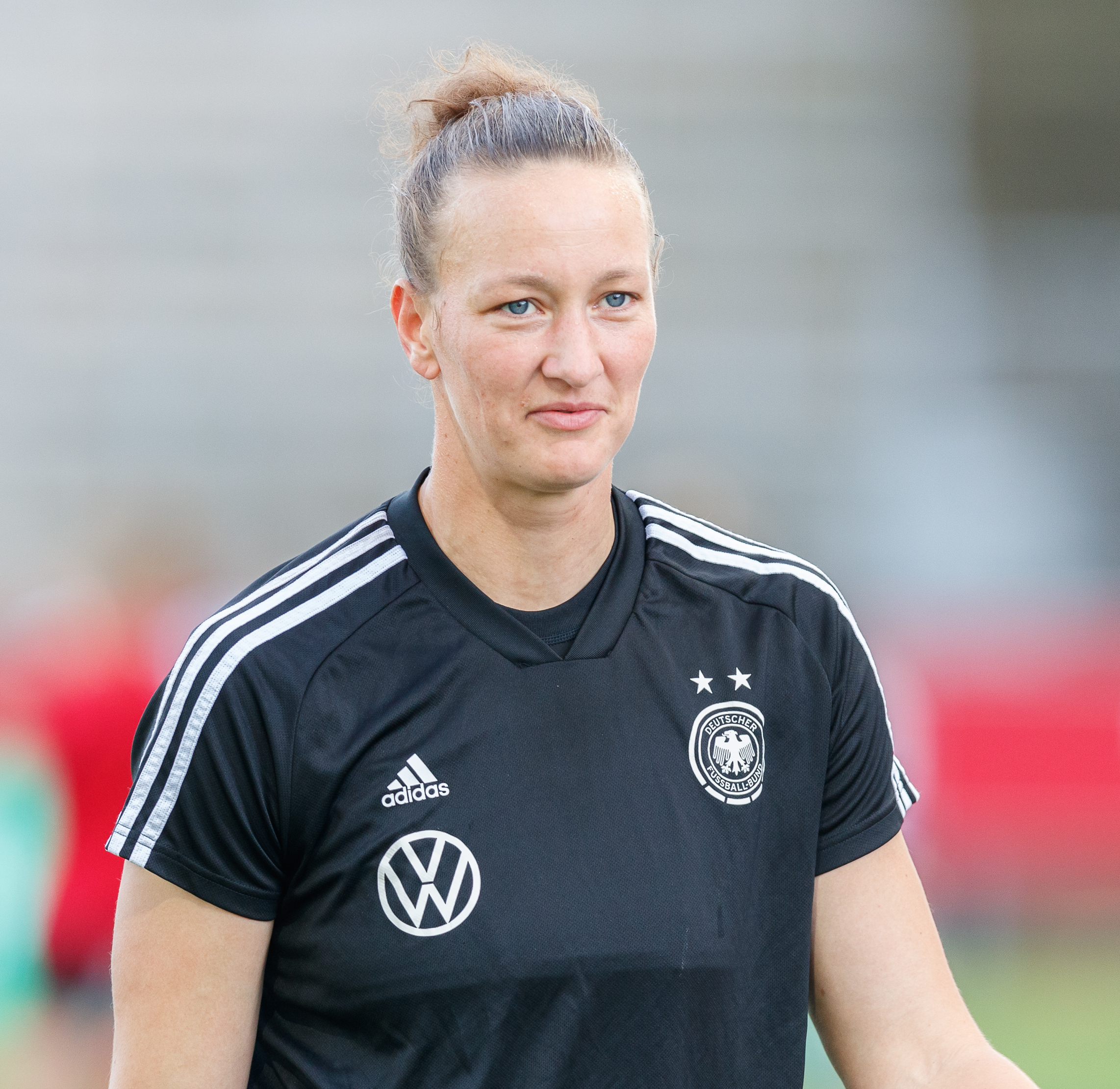
Almuth Schult (* 1991)

- Schult, Arthur (1893–1969), deutscher Pädagoge und Schriftsteller
- Schult, Astrid (* 1979), deutsche Dokumentarfilmerin
- Schult, Christian (* 1954), deutscher Filmschauspieler und Synchronsprecher
- Schult, Emil (* 1946), deutscher Maler, Poet und Musiker
- Schult, Enrico (* 1979), deutscher Politiker (AfD), MdL
- Schult, Frank (* 1948), deutscher Maler
- Schult, Friedrich (1889–1978), deutscher Pädagoge, Dichter, Maler und Grafiker
- Schult, HA (* 1939), deutscher Objekt- und Aktionskünstler
- Schult, Hans (* 1910), deutscher Politiker (GB/BHE), MdL
- Schult, Heinrich (1896–1971), deutscher Ingenieur, Manager und VDI-Vorsitzender
- Schult, Jan (* 1986), deutscher Handballspieler
- Schult, Joachim (1924–2011), deutscher Segler und Fachbuchautor
- Schult, Johannes (1884–1965), deutscher Pädagoge, Oberschulrat und sozialdemokratischer Politiker
- Schult, Julius (1885–1948), deutscher Mitbegründer des Deutschen Jugendherbergswerks und Vorsitzender des Sauerländischen Gebirgsvereins
- Schult, Jürgen (* 1939), deutscher Fußballspieler
- Schult, Jürgen (* 1960), deutscher Diskuswerfer und OlympiasiegerJürgen Schult (* 1960)

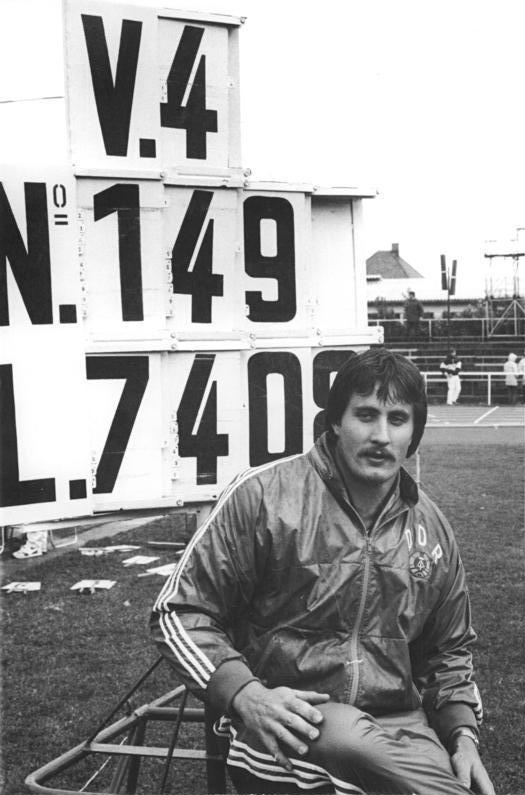
Jürgen Schult (* 1960)

- Schult, Maike (* 1969), deutsche evangelische Theologin
- Schult, Peter (1928–1984), deutscher Schriftsteller und Journalist
- Schult, Reinhard (1951–2021), deutscher Bürgerrechtler und Politiker (Neues Forum), MdA
- Schult, Rolf (1927–2013), deutscher Schauspieler und Synchronsprecher
- Schult, Wolfgang (* 1942), deutscher Kirchenmusiker, Dirigent, Pianist, Organist und Musikwissenschaftler

### Schulta
- Schulta-Jansen, Marie-Luise (* 1953), deutsche Badmintonspielerin

### Schulte
- Schulte Beerbühl, Margrit (* 1950), deutsche Historikerin
- Schulte Berge, Bernhard (* 1955), deutscher Generalmajor, stellvertretender Kommandeur und Chef des Stabes im Zentrum Luftoperationen in Kalkar
- Schulte im Hofe, Rudolf (1865–1928), deutscher Maler und Grafiker
- Schulte Kemminghausen, Karl (1892–1964), deutscher Germanist
- Schulte Mönting, Erich (1897–1976), deutscher Marineoffizier, zuletzt Vizeadmiral im Zweiten Weltkrieg
- Schulte Staade, Richard (1932–2020), deutscher römisch-katholischer Priester und Theologe
- Schulte Strathaus, Ernst (1881–1968), deutscher Literaturwissenschaftler und Antiquar
- Schulte Strathaus, Ildefons (1887–1971), deutscher Benediktiner und Abt von Michaelsberg
- Schulte Strathaus, Stefanie (* 1969), deutsche Theaterwissenschaftlerin, Leiterin des Forums Expanded der Berlinale
- Schulte to Bühne, Julia (* 1968), deutsche Volkskundlerin und Direktorin des Museumsdorfes Cloppenburg
- Schulte Tockhaus, Kerstin (* 1989), deutsche Theaterschauspielerin
- Schulte vom Brühl, Walther (1858–1921), deutscher Journalist, Schriftsteller und Maler
- Schulte von Drach, Markus C. (* 1965), deutscher Journalist und Schriftsteller
- Schulte, Adolf Eugen (1874–1941), deutscher Maschinenbauingenieur und Manager
- Schulte, Albert (1716–1786), deutscher Jurist, Ratsherr und Bürgermeister von Hamburg
- Schulte, Albert (1877–1952), deutscher Politiker (SPD Hessen), MdL
- Schulte, Alfred (1872–1957), Oberbürgermeister von Wiesbaden
- Schulte, Alois (* 1922), deutscher Fußballspieler
- Schulte, Aloys (1857–1941), deutscher Historiker und Archivar
- Schulte, Andrea (* 1957), deutsche evangelische Religionspädagogin
- Schulte, Andreas, deutscher Hochschullehrer und Fachzahnarzt für Oralchirurgie
- Schulte, Andreas (* 1958), deutscher Forstwissenschaftler
- Schulte, Andreas (* 1960), deutscher Pianist, Sänger und Komponist
- Schulte, Anna Maria (1886–1973), deutsche Sozialdemokratin und Sozialaktivistin
- Schulte, Anton (1925–2010), deutscher Evangelist
- Schulte, Armin (1953–2023), deutscher Wirtschaftspsychologe
- Schulte, Arnold (1906–1984), deutscher Geistlicher und Religionspädagoge
- Schulte, Auguste von (1799–1864), deutsche Bildnis- und Genremalerin
- Schulte, Bernd (1908–1972), deutscher Maler
- Schulte, Bernd (* 1949), deutscher Politiker (CDU), MdL
- Schulte, Bernd (* 1985), deutscher Jurist, Politiker und politischer Beamter (CDU)
- Schulte, Bernhard (1914–1984), deutscher Pädagoge und Erwachsenenbildner
- Schulte, Bernt (1942–2025), deutscher Politiker (CDU), MdBB, Bremer Senator
- Schulte, Bertram (* 1950), deutscher Kulturpädagoge und Theaterleiter
- Schulte, Bodo (* 1963), deutscher Puppenspieler, Puppenbauer, Drehbuchautor und Puppenspielcoach
- Schulte, Brigitte (* 1943), deutsche Politikerin (SPD), MdB
- Schulte, Caspar Detlev von (1771–1846), Staats- und Finanzminister im Königreich Hannover
- Schulte, Christian (1912–1988), deutscher SS-Obersturmführer und verurteilter Kriegsverbrecher
- Schulte, Christian (* 1960), deutscher Theater- und Medienwissenschaftler sowie Hochschullehrer
- Schulte, Christian (* 1975), deutscher Hockeytorwart
- Schulte, Christina (* 1985), deutsche Fußballspielerin
- Schulte, Christoph (* 1958), deutscher Judaist
- Schulte, Clara (* 1888), deutsche Schriftstellerin
- Schulte, Cyd (* 1975), US-amerikanische Filmschauspielerin
- Schulte, Daniela (* 1982), deutsche Schwimmerin
- Schulte, Dieter (* 1938), deutscher Fußballspieler und Fußballtrainer
- Schulte, Dieter (1940–2022), deutscher Gewerkschafter
- Schulte, Dieter (* 1941), deutscher Politiker (CDU), MdB
- Schulte, Dietmar (* 1944), deutscher Psychologe
- Schulte, Dirk (* 1955), deutscher Liedermacher, Musiker und Lyriker
- Schulte, Eduard (1817–1890), deutscher Kunsthändler, Galerist
- Schulte, Eduard (1886–1977), deutscher Archivar, Historiker und Jurist
- Schulte, Eduard (1891–1966), deutscher Industrieller
- Schulte, Eike Wilm (* 1939), deutscher Opernsänger (Bariton)
- Schulte, Erik (* 1956), deutscher Anatom und Arzt
- Schulte, Francis (1926–2016), US-amerikanischer Geistlicher und Erzbischof von New Orleans
- Schulte, Frank (* 1962), deutscher Klang- und Medienkünstler
- Schulte, Franz Friedrich (1837–1911), deutscher Reichsgerichtsrat
- Schulte, Franz Xaver (1833–1891), katholischer Priester und Professor für Kirchengeschichte, Generalvikar und Domkapitular
- Schulte, Friedhelm (* 1939), deutscher Fußballspieler
- Schulte, Friedrich (1867–1940), deutscher Buchdrucker, Verleger der Münstereifeler Zeitung und Fotograf
- Schulte, Friedrich Karl (1930–2007), deutscher Politiker (SPD), MdL
- Schulte, Fritz (* 1890), deutscher Politiker (KPD), MdR
- Schulte, Fritz (1891–1955), deutscher Polizist sowie Gründungsmitglied und erster Vorsitzender der Gewerkschaft der Polizei
- Schulte, Garrett, US-amerikanischer Schauspieler
- Schulte, Georg (1903–1976), deutscher Politiker (SPS, SPD), MdL
- Schulte, Gerd (1940–2020), deutscher Eishockeyspieler
- Schulte, Gerd (1943–2019), deutscher Politiker (CDU), MdL
- Schulte, Gerhard (1875–1951), deutscher Schriftsteller
- Schulte, Gerhard (1923–1989), deutscher Fußballtrainer und Gerichtsvollzieher
- Schulte, Gerrit (1916–1992), niederländischer Radrennfahrer
- Schulte, Götz (* 1958), deutscher Schauspieler und Hörspielsprecher
- Schulte, Günter (1937–2017), deutscher Philosoph, Schriftsteller, Hochschullehrer und Künstler
- Schulte, Hanna († 1962), deutsche Politikerin (CDU), MdL
- Schulte, Hannelis (1920–2016), deutsche evangelische Theologin, Autorin und Kommunalpolitikerin
- Schulte, Hans (1932–2020), deutscher Rechtswissenschaftler und ehemaliger Hochschullehrer
- Schulte, Hansgerd (1932–2019), deutscher Germanist und Präsident des DAAD
- Schulte, Heinrich (1804–1891), deutscher katholischer Priester und Domkapitular
- Schulte, Heinrich (1898–1983), deutscher Psychiater
- Schulte, Helmut (* 1957), deutscher FußballtrainerHelmut Schulte (* 1957)

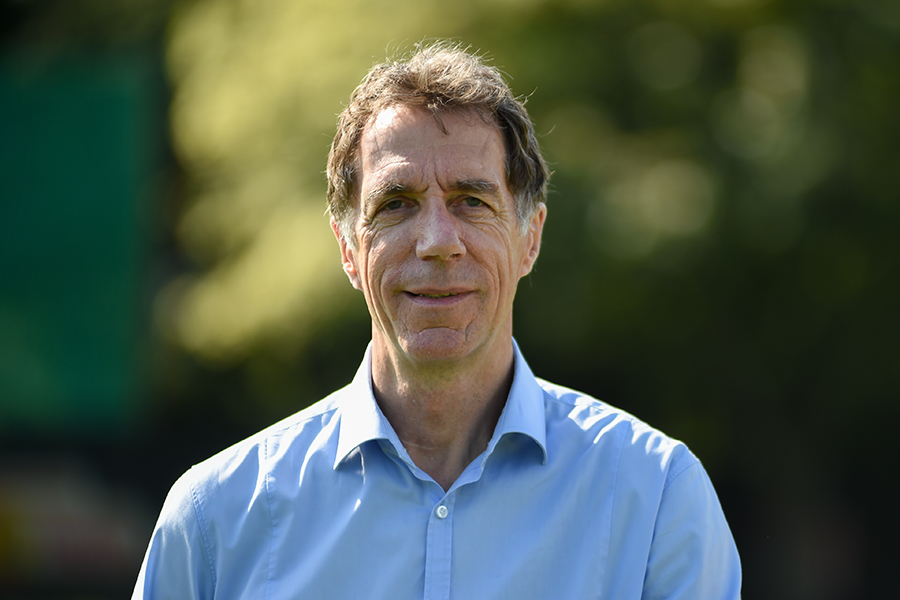
Helmut Schulte (* 1957)

- Schulte, Hendrik (* 1958), deutscher Bauingenieur und politischer Beamter
- Schulte, Hendrik (* 1973), deutscher Hörfunk- und Fernsehmoderator
- Schulte, Herbert (* 1940), deutscher Erziehungswissenschaftler
- Schulte, Herwarth (1902–1996), deutscher Architekt
- Schulte, Hilde (* 1941), deutsche Selbsthilfe-Funktionärin
- Schulte, Hubert (* 1945), deutscher Politiker (CDU), MdL
- Schulte, Hubert (* 1951), deutscher Volkswirt, Bremer Staatsrat (seit 2005)
- Schulte, Jan Erik (* 1966), deutscher Historiker
- Schulte, Jan-Christopher (* 1982), deutscher Leichtathlet
- Schulte, Joachim (* 1928), deutscher Generalmajor, Abteilungsleiter im Bundesnachrichtendienst
- Schulte, Joachim (* 1954), deutscher Lehrer und Bürgerrechtler
- Schulte, Joanna (* 1969), deutsche Künstlerin
- Schulte, Jochen (* 1962), deutscher Politiker (SPD), MdL
- Schulte, Johann (1537–1597), deutscher Jurist, Hamburger Ratsherr und Amtmann in Bergedorf
- Schulte, Johann (1621–1697), deutscher Jurist, Ratssekretär, Ratssyndicus und Bürgermeister von Hamburg
- Schulte, Johann (1662–1719), deutscher Kaufmann und Hamburger Ratsherr
- Schulte, Johann (1751–1817), deutscher Jurist und Hamburger Ratsherr
- Schulte, Johann Friedrich von (1827–1914), deutscher Jurist, Professor für Zivil- und Kirchenrecht sowie Rechtsgeschichte und Politiker, MdR
- Schulte, Josef (1929–2014), deutscher Theologe
- Schulte, Josef (1942–2022), deutscher römisch-katholischer Theologe und Homiletiker
- Schulte, Julius (1881–1928), österreichischer Architekt
- Schulte, Karl Joseph (1871–1941), deutscher Geistlicher, Bischof von Paderborn und Erzbischof von KölnKarl Joseph Schulte (1871–1941)

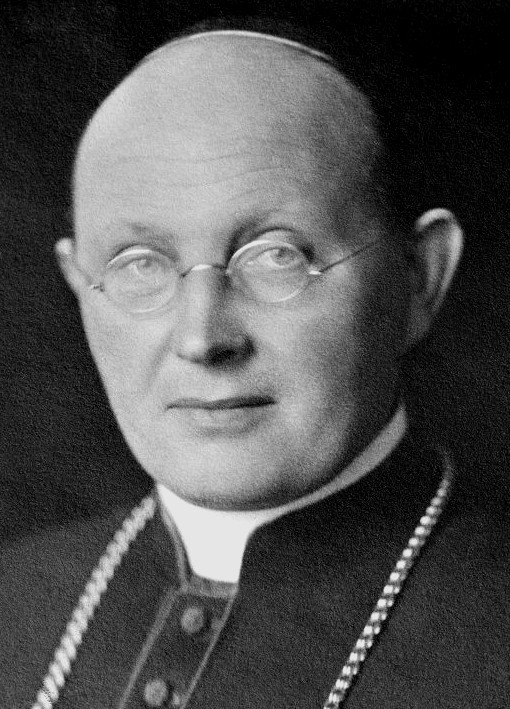
Karl Joseph Schulte (1871–1941)

- Schulte, Karl-Anton (1873–1948), deutscher Jurist und Politiker (Zentrum), MdR
- Schulte, Karl-Josef (1888–1966), deutscher Oberschulrat und Leiter des Schulkollegiums Münster
- Schulte, Karl-Werner (* 1946), deutscher Wirtschaftswissenschaftler und Hochschullehrer
- Schulte, Klaus (1930–2016), deutscher Sprachwissenschaftler und Gehörlosenpädagoge
- Schulte, Lena (* 1994), deutsche Fußballspielerin
- Schulte, Lisa (* 2000), österreichische Rennrodlerin
- Schulte, Ludger Ägidius (* 1963), deutscher Theologe
- Schulte, Manfred (1930–1998), deutscher Jurist und Politiker (SPD), MdB
- Schulte, Manfred (* 1966), deutscher Fußballspieler
- Schulte, Martin (* 1959), deutscher Rechtswissenschaftler, Professor der TU Dresden
- Schulte, Martin (* 1979), deutscher Jazzgitarrist und Komponist des Modern Jazz
- Schulte, Meinolf (1948–2024), deutscher Fußballspieler
- Schulte, Michael (1941–2019), deutscher Schriftsteller und literarischer Übersetzer
- Schulte, Michael (* 1973), deutscher Journalist
- Schulte, Michael (* 1990), deutscher Singer-SongwriterMichael Schulte (* 1990)

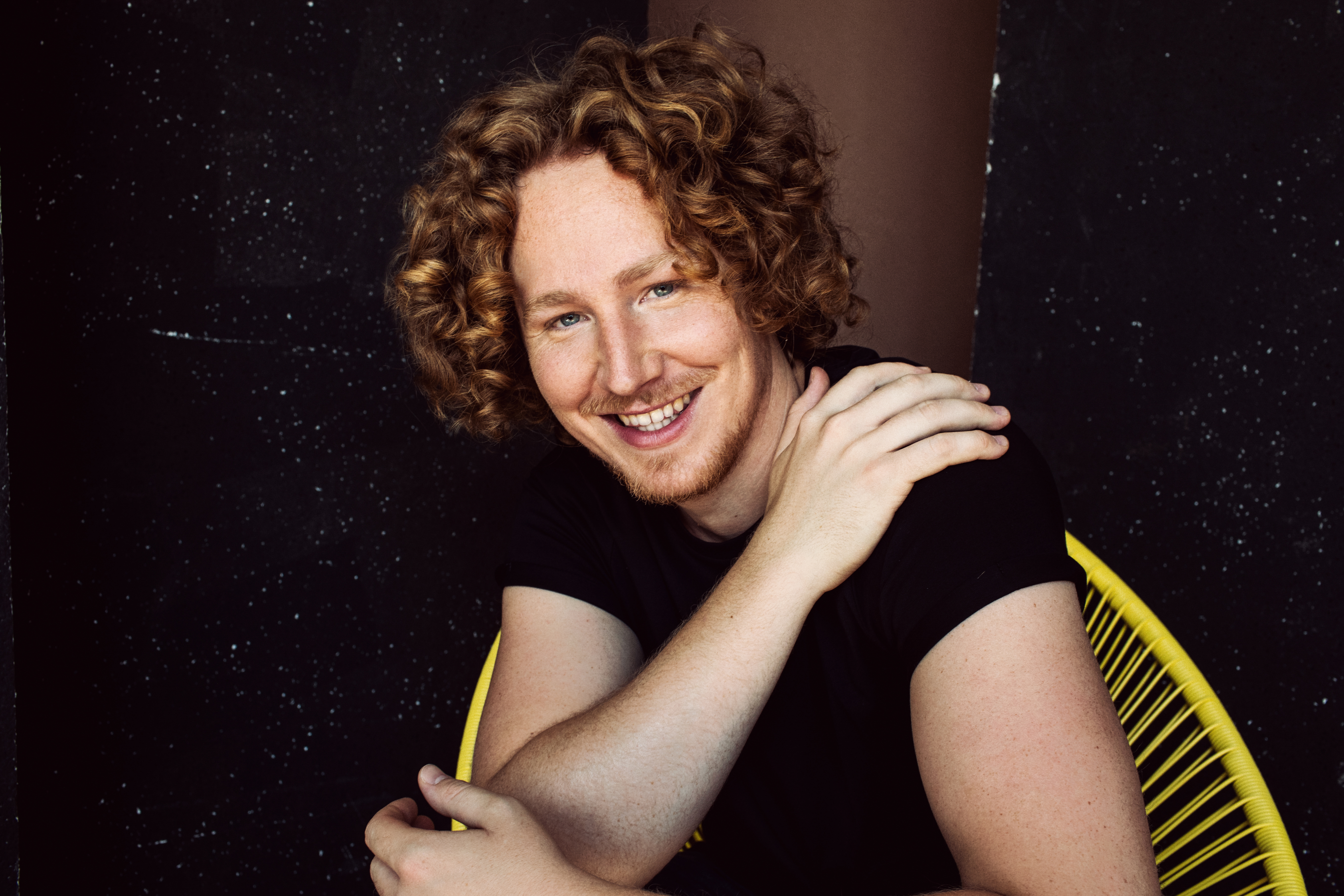
Michael Schulte (* 1990)

- Schulte, Otto (* 1977), deutscher Moderator
- Schulte, Patrick (* 2001), US-amerikanischer Fußballtorhüter
- Schulte, Paul (1895–1974), deutscher Ordensgeistlicher und Gründer der MIVA
- Schulte, Paul Clarence (1890–1984), US-amerikanischer Geistlicher, Erzbischof von Indianapolis
- Schulte, Petra (* 1970), deutsche Historikerin
- Schulte, Rainer, deutscher Basketballspieler
- Schulte, Rainer (* 1937), deutscher Literaturwissenschaftler
- Schulte, Raphael (1925–2017), deutscher Theologe
- Schulte, Regina (1949–2024), deutsche Historikerin
- Schulte, Reinhold (* 1948), deutscher Versicherungsmanager und Verbandsfunktionär
- Schulte, Rikus (* 2004), deutscher Basketballspieler
- Schulte, Robert (1883–1939), deutscher Politiker (WP), MdR
- Schulte, Rudolf (1885–1969), deutscher Konteradmiral der Kriegsmarine im Zweiten Weltkrieg
- Schulte, Sabine (* 1976), deutsche Stabhochspringerin
- Schulte, Sarah (* 1995), deutsche Fußballspielerin
- Schulte, Sebastian (* 1978), deutscher Ruderer
- Schulte, Siegfried (* 1934), deutscher Ingenieur und Erfinder
- Schulte, Siegfried (1935–2023), deutscher Komponist
- Schulte, Sofia (* 1976), deutsche Leichtathletin
- Schulte, Stefan (* 1957), deutscher Politiker (Bündnis 90/Die Grünen), MdB
- Schulte, Stefan (* 1960), deutscher Manager und Vorstandsvorsitzender der Fraport AGStefan Schulte (* 1960)

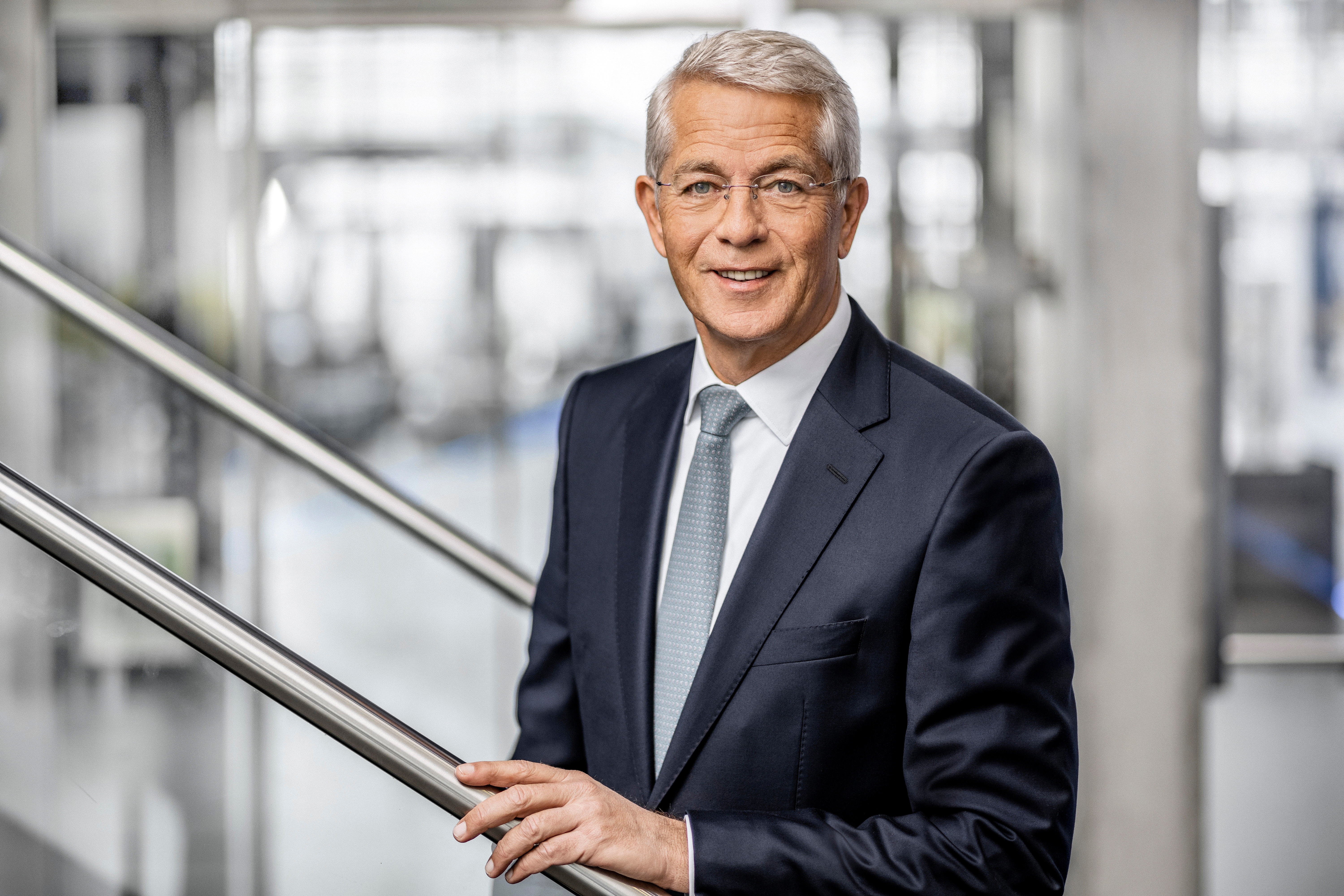
Stefan Schulte (* 1960)

- Schulte, Stefan (* 1980), deutscher Informatiker
- Schulte, Tanja (* 1975), deutsche Fußballtrainerin
- Schulte, Thorsten (* 1973), deutscher Unternehmensberater und Sachbuchautor
- Schulte, Tobias (* 1982), deutscher Jazz-Schlagzeuger, Mitglied von Triosence
- Schulte, Ulrich (* 1967), deutscher Kommunalbeamter und hauptamtlicher Bürgermeister
- Schulte, Ursula (* 1952), deutsche Politikerin (SPD), MdB
- Schulte, Victor (1887–1972), deutscher Maler des Expressionismus
- Schulte, Walter (1910–1972), deutscher Psychiater
- Schulte, Walter (* 1969), deutscher Brigadegeneral der Bundeswehr
- Schulte, Wilhelm (1858–1920), deutscher Architekt
- Schulte, Wilhelm (1896–1977), deutscher Architekt
- Schulte, Wilhelm (1904–1948), deutscher Politiker (SPD)
- Schulte, William T. (1890–1966), US-amerikanischer Politiker
- Schulte, Wolfgang (1911–1936), deutscher Maler und Grafiker
- Schulte, Wolfgang (* 1947), deutscher Politiker (SPD)
- Schulte, Wolfgang, deutscher Film- und Fernsehproduzent
- Schulte-Altenroxel, Heinrich (1867–1947), Landwirt, Kolonist und Unternehmer in Südafrika und Münster
- Schulte-Bahrenberg, Ralf (1934–2010), deutscher Konzertveranstalter für Jazz, Pop, Rock und Kunsthändler
- Schulte-Bockum, Jens (* 1966), deutscher Unternehmer
- Schulte-Drüggelte, Bernhard (* 1951), deutscher Politiker (CDU), MdB
- Schulte-Frohlinde, Dietrich (1924–2015), deutscher Chemiker
- Schulte-Frohlinde, Julius (1894–1968), deutscher Architekt
- Schulte-Goltz, Colmar (* 1973), deutscher Kunsthistoriker und Galerist
- Schulte-Hemming, Robert (* 1957), deutscher Komponist
- Schulte-Heuthaus, Hermann (1898–1979), deutscher Generalmajor im Zweiten Weltkrieg
- Schulte-Hillen, Gerd (1940–2021), deutscher Manager
- Schulte-Hillen, Irene (1948–2023), deutsche Stiftungsfunktionärin
- Schulte-Hillen, Wolf-Jochen (* 1944), deutscher Mittelstrecken- und Crossläufer
- Schulte-Hostedde, Gretel (1902–1973), deutsche Bildhauerin und Keramikerin
- Schulte-Kellinghaus, Ernst (* 1947), deutscher Fußballspieler
- Schulte-Loh, Christian (* 1979), deutscher Komiker und AutorChristian Schulte-Loh (* 1979)

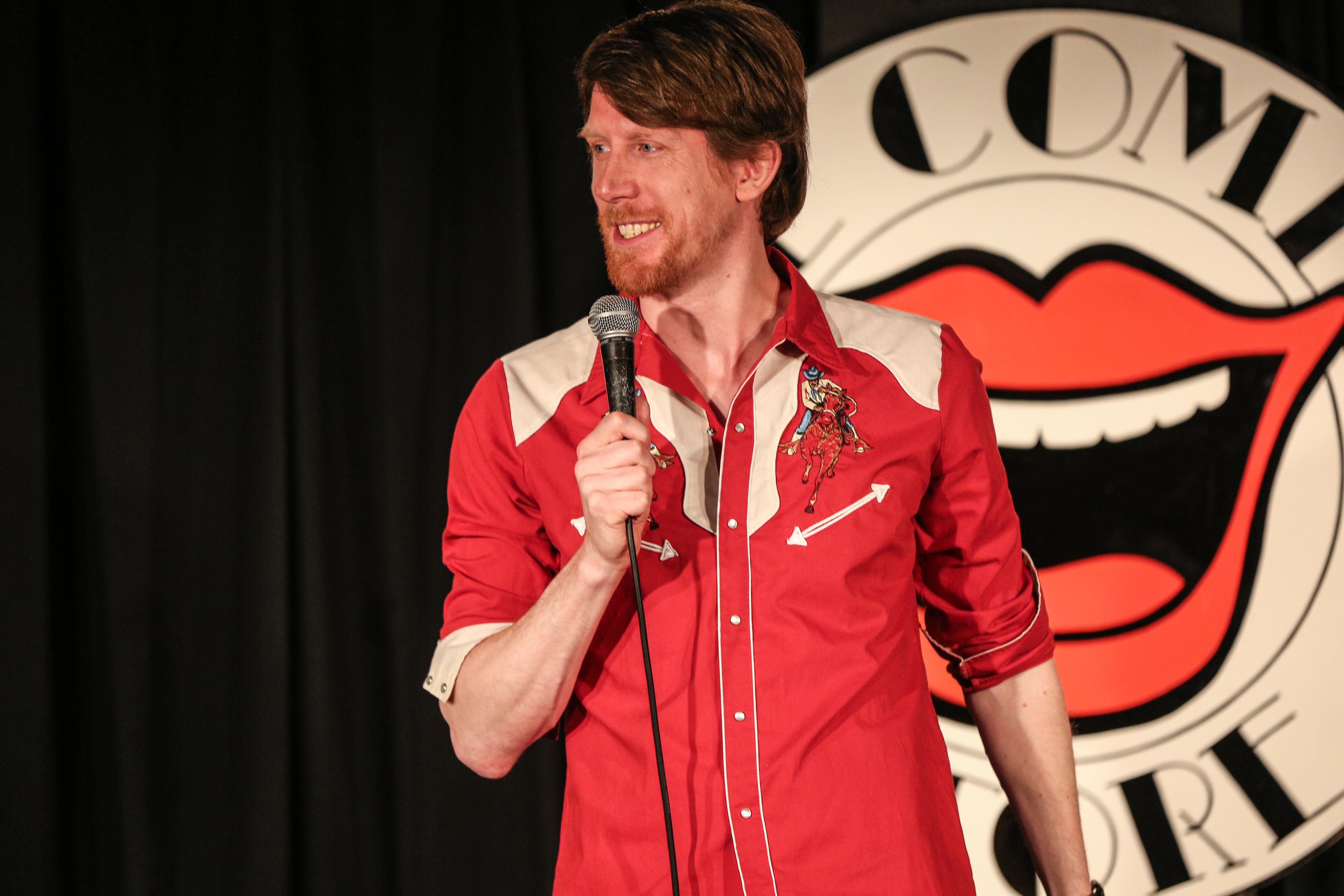
Christian Schulte-Loh (* 1979)

- Schulte-Loh, Judith (* 1959), deutsche Hörfunk- und Fernsehmoderatorin und Journalistin
- Schulte-Lünzum, Markus (* 1991), deutscher Radsportler
- Schulte-Markwort, Michael (* 1956), deutscher Kinder- und Jugendpsychiater und Hochschullehrer
- Schulte-Mäter, Friedrich (1858–1930), deutscher Bergingenieur und Bergwerksdirektor
- Schulte-Mattler, Heike (* 1958), deutsche Leichtathletin und Olympiamedaillengewinnerin
- Schulte-Michels, Thomas (* 1944), deutscher Schauspieler, Theater- und Opernregisseur
- Schulte-Noelle, Henning (* 1942), deutscher Manager, Vorstandsvorsitzender der Allianz AGHenning Schulte-Noelle (* 1942)

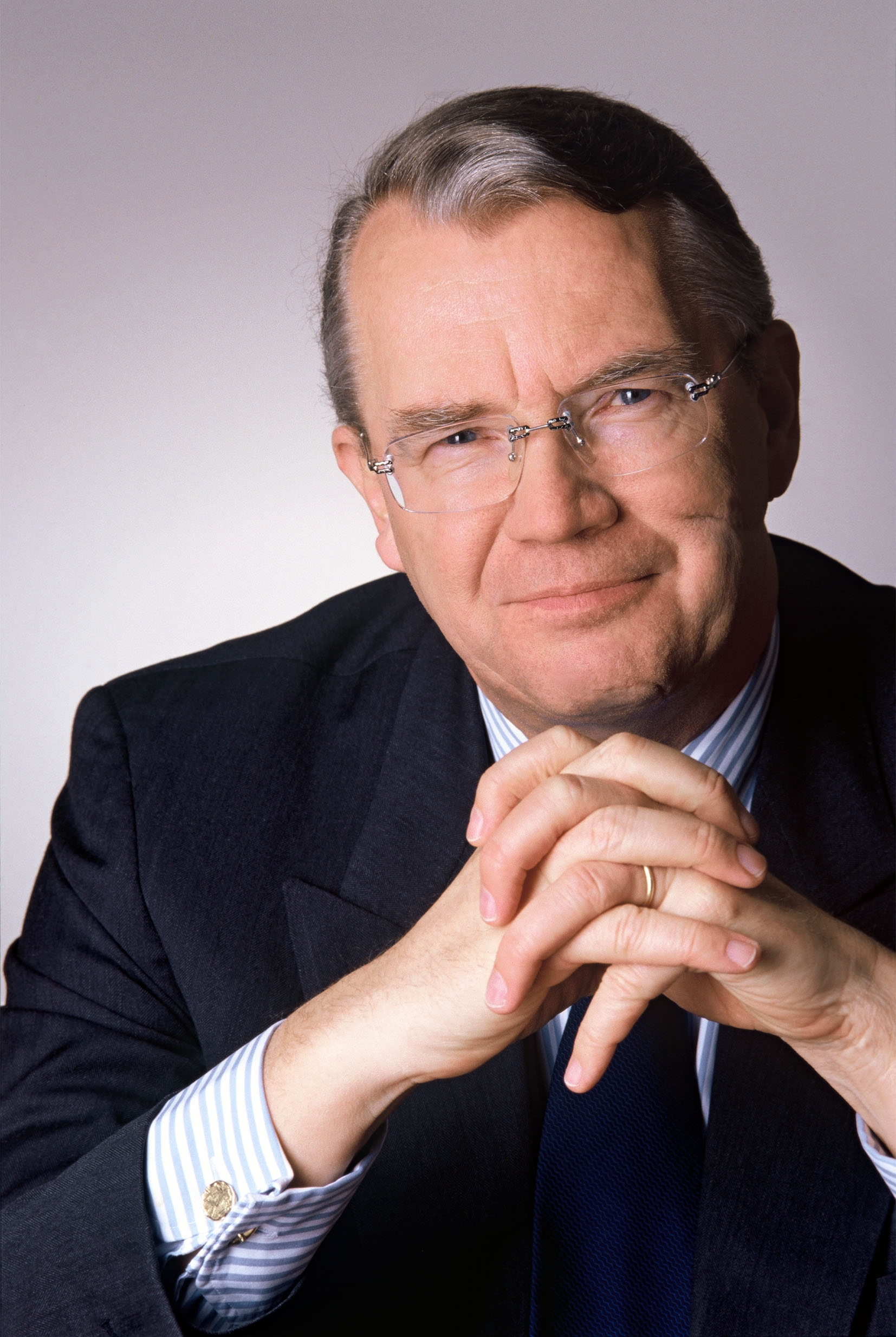
Henning Schulte-Noelle (* 1942)

- Schulte-Nölke, Hans (* 1963), deutscher Rechtswissenschaftler
- Schulte-Ostrop, Egon (1886–1968), deutscher Admiralarzt der Kriegsmarine
- Schulte-Richtering, Christoph (* 1968), deutscher Buch- und Fernsehautor
- Schulte-Sasse, Hermann (* 1948), deutscher Mediziner und Gesundheitssenator der Freien Hansestadt Bremen
- Schulte-Sasse, Jochen (1940–2012), deutsch-amerikanischer Literatur-, Kultur- und Medienwissenschaftler
- Schulte-Sasse, Uwe (* 1946), deutscher Arzt
- Schulte-Strathaus, Ulrich (* 1953), deutscher Generalsekretär des Verbandes europäischer Fluggesellschaften (2002–2012)
- Schulte-Uhlenbruch, Heinrich (1883–1946), deutscher Landwirt und Politiker (Zentrum), MdR
- Schulte-Vogelheim, Willy (1911–2003), deutscher Tänzer und Choreograph
- Schulte-Wissermann, Eberhard (1942–2024), deutscher Politiker (SPD), Oberbürgermeister von Koblenz
- Schulte-Wülwer, Ulrich (* 1944), deutscher Kunsthistoriker
- Schulte-Zurhausen, Manfred (* 1951), deutscher Maschinenbauingenieur und Wirtschaftswissenschaftler sowie ehemaliger Rektor der Fachhochschule Aachen
- Schultealbert, Manuela (* 1973), deutsche Fußballspielerin
- Schultemann, Gerhard († 1550), Abt
- Schulten, Adolf (1870–1960), deutscher Althistoriker und Archäologe
- Schulten, Anna († 1658), Opfer der Hexenprozesse in Canstein (Marsberg)
- Schulten, Arnold (1809–1874), deutscher Landschaftsmaler und Lithograf der Düsseldorfer Schule
- Schulten, Curtius (1893–1967), deutscher Künstler
- Schulten, Emil (1871–1938), deutscher Autor von Wanderliteratur
- Schulten, Gustav (* 1897), deutscher Musikpädagoge, Komponist und Übersetzer
- Schulten, Hans (1899–1965), deutscher Internist und Hochschullehrer
- Schulten, Hans-Dieter (* 1940), deutscher Hindernis- und Langstreckenläufer
- Schulten, Heinrich (* 1941), deutscher Fußballspieler
- Schultén, Johanna af (* 1965), finnische Schauspielerin
- Schulten, Kees (* 1933), niederländischer Militärhistoriker
- Schulten, Klaus (1947–2016), deutsch-US-amerikanischer Biophysiker
- Schulten, Maria Luise (* 1950), deutsche Musikpädagogin, Musikwissenschaftlerin und Hochschullehrerin
- Schulten, Rudolf (1923–1996), deutscher Physiker und NukleartechnologeRudolf Schulten (1923–1996)

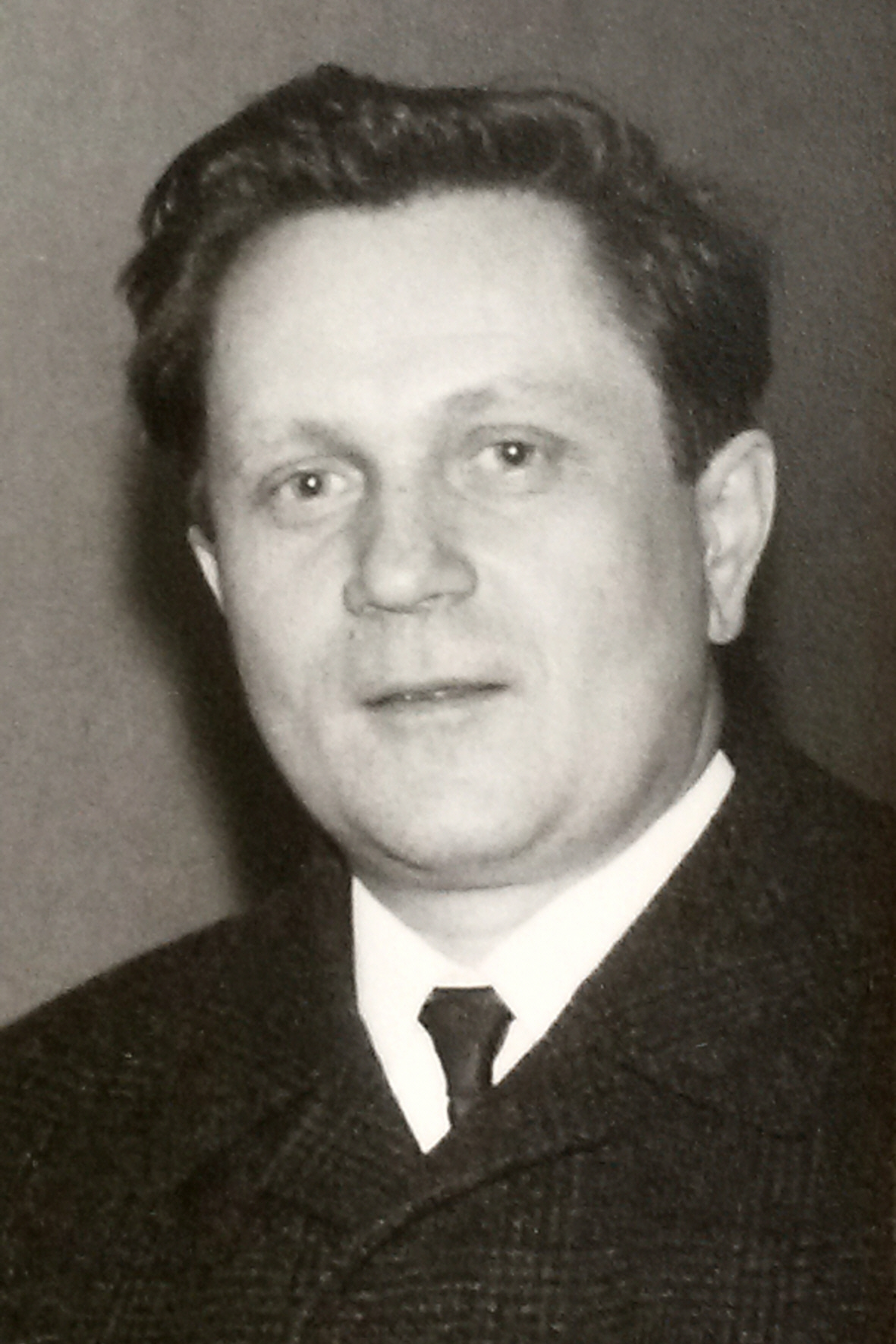
Rudolf Schulten (1923–1996)

- Schulten, Thorsten (* 1966), deutscher Politikwissenschaftler
- Schulten, Ton (* 1938), niederländischer Maler
- Schulten-Baumer, Uwe junior (* 1954), deutscher Dressurreiter
- Schulten-Baumer, Uwe senior (1926–2014), deutscher Reiter und Dressurtrainer
- Schultenjohann, Heinrich (* 1913), deutscher Radrennfahrer
- Schultenkämper, Friedrich (1867–1926), deutscher Ingenieur und Werftbesitzer
- Schultens, Albert (1686–1750), niederländischer reformierter Theologe und Orientalist
- Schultens, Hendrik Albert (1749–1793), holländischer Orientalist
- Schultens, Jan Jacob (1716–1778), niederländischer reformierter Theologe und Orientalist
- Schultens, Katharina (* 1980), deutsche Schriftstellerin
- Schultert, Reinhold (1919–2013), deutscher Politiker (SPD), MdL
- Schultes, Axel (* 1943), deutscher Architekt und StadtplanerAxel Schultes (* 1943)

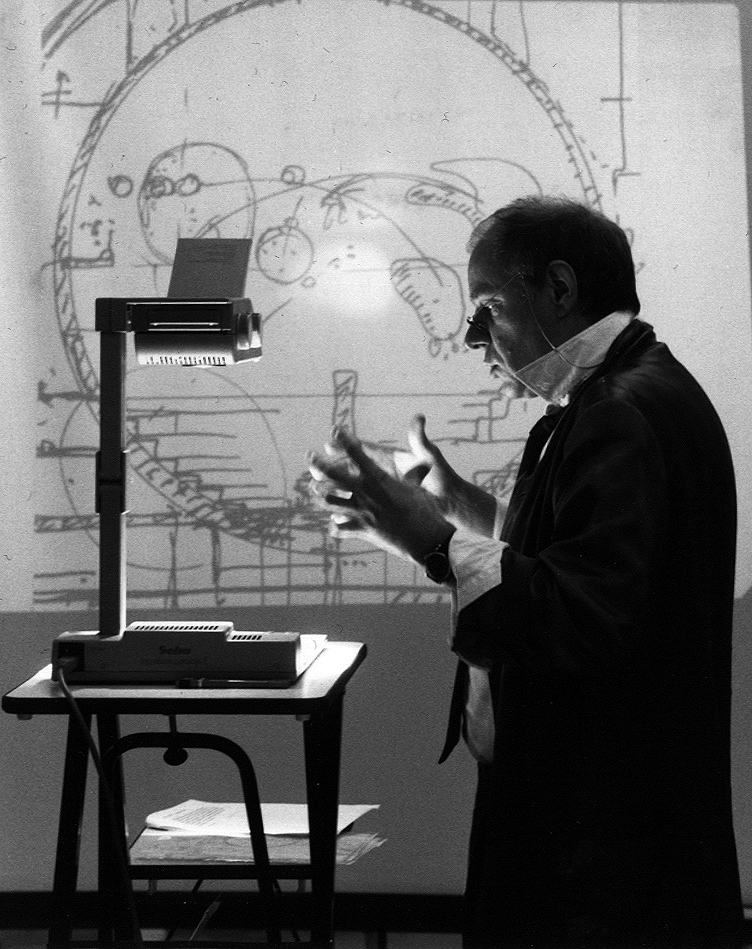
Axel Schultes (* 1943)

- Schultes, Bertl (1881–1964), deutscher Schauspieler bei Bühne und Film
- Schultes, Carl (1822–1904), deutscher Schauspieler, Regisseur und Schriftsteller
- Schultes, Carl von (1824–1896), deutscher Politiker
- Schultes, Chiara (* 2005), deutsche Eishockeytorhüterin
- Schultes, Christl-Marie (1904–1976), deutsche Pilotin
- Schultes, Harald (1960–2019), deutscher Gastronom, Starkoch, Unternehmer und Autor
- Schultes, Heinrich (1912–2000), deutscher römisch-katholischer Priester und Senator (Bayern)
- Schultes, Herbert H. (1938–2020), deutscher Industriedesigner
- Schultes, Hermann (* 1953), österreichischer Politiker (ÖVP), Abgeordneter zum Nationalrat
- Schultes, Jakob (1571–1629), deutscher Rechtsgelehrter
- Schultes, Johann Adolf von (1744–1821), deutscher Archivar und Historiker
- Schultes, Joseph (1898–1940), deutscher römisch-katholischer Geistlicher und Märtyrer
- Schultes, Joseph August (1773–1831), österreichischer Mediziner, Botaniker, Naturwissenschaftler und Reiseschriftsteller
- Schultes, Julius Hermann (1804–1840), österreichischer Botaniker
- Schultes, Karl (1909–1982), deutscher Jurist und Parteifunktionär (SPD/SAP/KPD/SED)
- Schultes, Lothar (* 1955), österreichischer Kunsthistoriker, Künstler und Autor
- Schultes, Lukas († 1634), deutscher Buchdrucker, Zeitungsherausgeber und Verleger
- Schultes, Reginald Maria (1873–1928), Schweizer Dominikaner und Theologe
- Schultes, Richard Evans (1915–2001), US-amerikanischer Botaniker
- Schultes, Sigismund (1801–1861), österreichischer Ordensgeistlicher, Abt des Schottenstiftes
- Schultes, Stefan (* 1944), deutscher Jurist und Kommunalpolitiker
- Schultes, Theodor (1901–1981), deutscher Ingenieur und Erfinder
- Schultes, Willy (1920–2005), deutscher Volksschauspieler

### Schultg
- Schültge, Frank (* 1968), deutscher Indietronic-Musiker

### Schulth
- Schultheis, Alfred (1936–2024), deutscher Fußballspieler
- Schultheis, Franz (* 1953), deutscher Soziologe und Professor
- Schultheis, Horst (* 1942), deutscher Schauspieler
- Schultheis, Jakob (1891–1945), deutscher Widerstandskämpfer
- Schultheis, Jo (1949–2012), deutscher Künstler
- Schultheis, Karl (* 1953), deutscher Politiker (SPD), MdL
- Schultheis, Katrin (* 1984), deutsche Kunstradfahrerin
- Schultheis, Klaudia (* 1960), deutsche Pädagogin und Hochschullehrerin, Professorin für Grundschulpädagogik und -didaktik
- Schultheis, Michael (1932–2017), US-amerikanischer Jesuit, Wirtschaftswissenschaftler und Universitätspräsident
- Schultheis, Wilhelm (1923–2010), deutscher Politiker (SPD), Bürgermeister der Stadt Herzogenrath
- Schultheis, Willi (1922–1995), deutscher Dressurreiter und -trainer
- Schultheiss unter dem Schopf, Götz († 1408), Schultheiss der Stadt Winterthur
- Schultheiss, Adrian (* 1988), schwedischer Eiskunstläufer
- Schultheiß, Agnes (1873–1959), deutsche Pädagogin, Frauenrechtlerin und Stadträtin in Ulm
- Schultheiss, Albrecht Fürchtegott (1823–1909), deutscher Kupfer- und Stahlstecher, Radierer, Zeichner und Autor
- Schultheiss, Anna Maria (1760–1840), Tochter eines deutschrömischen Sattlers und Kaufmanns
- Schultheiß, Arnd (1930–2021), deutscher Maler und Grafiker
- Schultheiß, Axel (* 1960), deutscher Fingerstyle- und Jazzgitarrist
- Schultheiß, Benedikt († 1693), deutscher Organist und Komponist
- Schultheiss, Carl Max (1885–1961), deutsch-amerikanischer Grafiker
- Schultheiss, Carmen (* 1999), deutsche Tennisspielerin
- Schultheiß, Christina (1918–2016), deutsche Kirchenpolitikerin
- Schultheiß, Daniel (* 1980), deutscher Medien- und Kommunikationswissenschaftler und Politiker (parteilos)Daniel Schultheiß (* 1980)

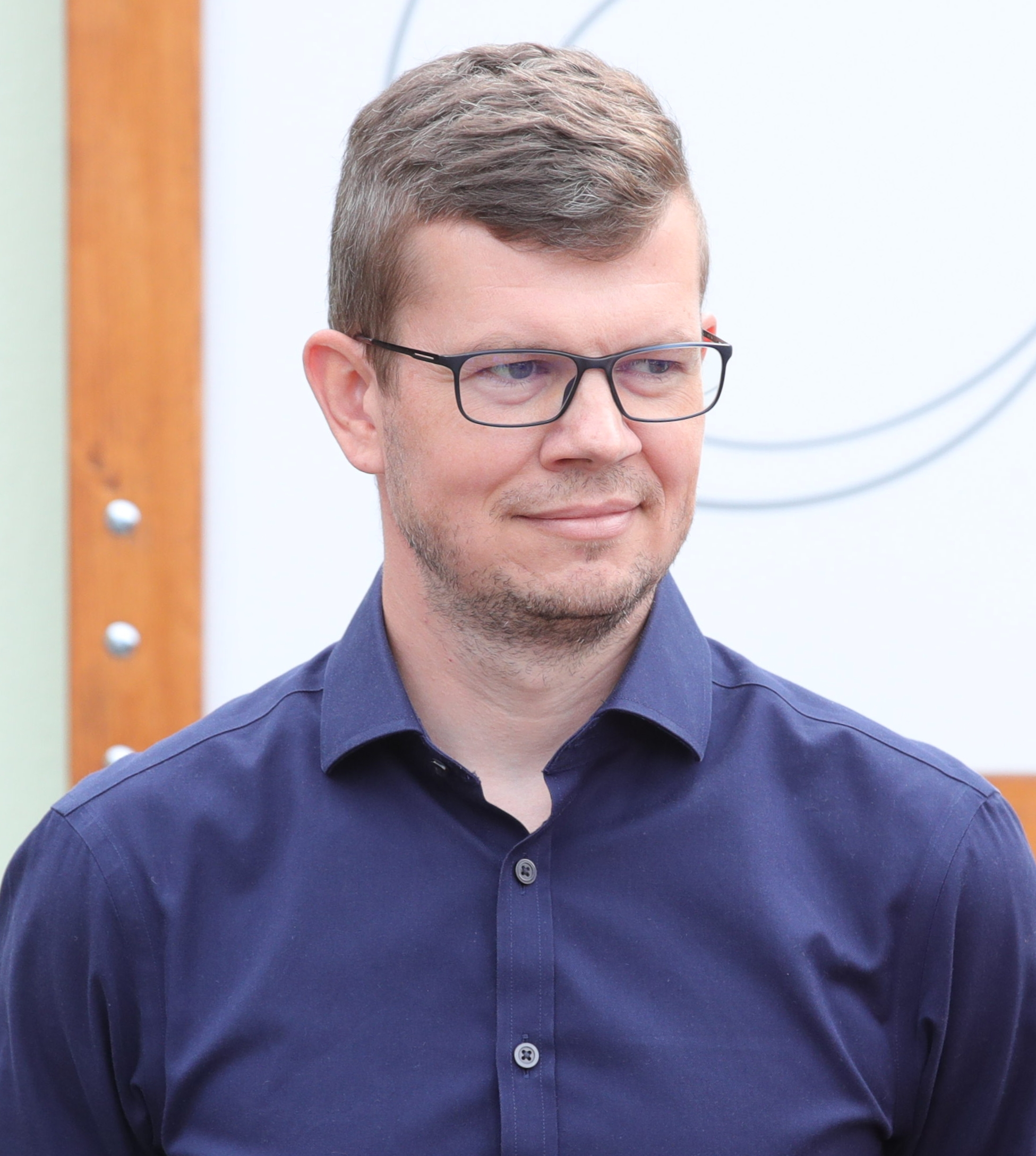
Daniel Schultheiß (* 1980)

- Schultheiss, Dirk (* 1966), deutscher Urologe und Medizinhistoriker
- Schultheiß, Franklin (1928–2006), deutscher Sozialwirt und Behördenleiter
- Schultheiß, Fritz (1909–1998), deutscher Elektrotechniker und Hochschullehrer
- Schultheiß, Heinrich von (1580–1646), deutscher HexenjägerHeinrich von Schultheiß (1580–1646)

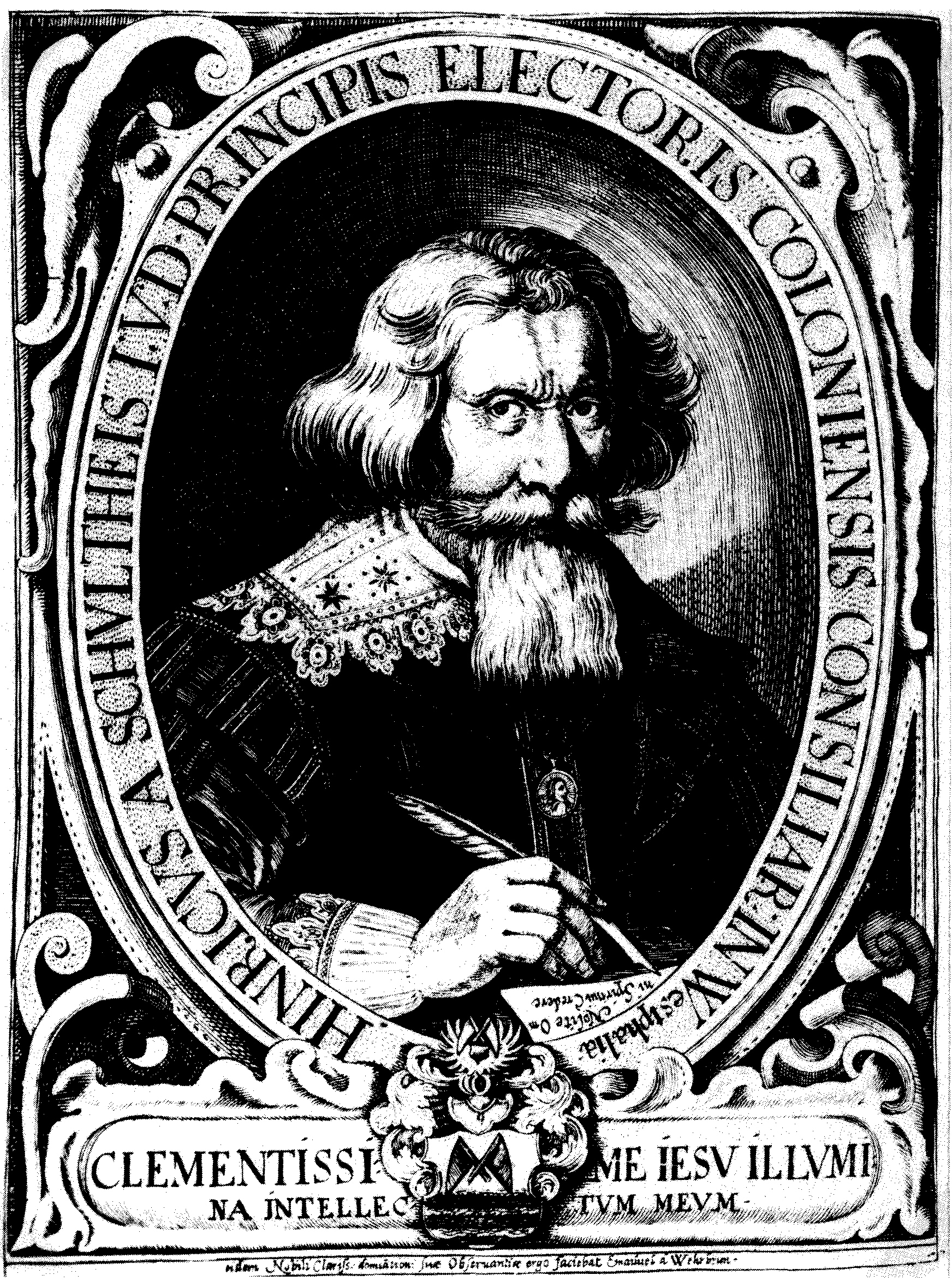
Heinrich von Schultheiß (1580–1646)

- Schultheiß, Ingrid (1932–2021), deutsche Buchgestalterin
- Schultheiss, Jobst (1802–1865), deutscher Unternehmer
- Schultheiß, Jochen (* 1975), deutscher Altphilologe und Neulateinischer Philologe
- Schultheiss, Karl (1852–1944), deutscher Maler
- Schultheiß, Knut (* 1958), deutscher Schauspieler und Coach
- Schultheiss, Matthias (* 1946), deutscher Comic-Zeichner und -Autor
- Schultheiß, Moritz (* 1976), deutscher Kameramann
- Schultheiss, Natalie (1865–1952), österreichisch-deutsche Malerin
- Schultheiss, Paul (1893–1944), deutscher Generalleutnant der Luftwaffe im Zweiten Weltkrieg
- Schultheiss, Ulrich (* 1956), deutscher Komponist und Hochschullehrer
- Schultheiß, Walter (* 1924), deutscher Schauspieler, Autor und Maler
- Schultheiß, Werner (1906–1972), deutscher Archivar und Rechtshistoriker
- Schultheiss, Wolfgang (* 1945), deutscher Diplomat
- Schultheisz, Emil (1923–2014), ungarischer kommunistischer Politiker, Mediziner und Hochschullehrer
- Schulthesius, Johann Paul (1748–1816), deutscher Theologe, Komponist und Pianist
- Schulthess, Anja Nora (* 1988), Schweizer Schriftstellerin und Journalistin
- Schulthess, Anton von (1855–1941), Schweizer Mediziner und Entomologe
- Schulthess, Armand (1901–1972), Schweizer Objekt- und Textkünstler
- Schulthess, Barbara (1745–1818), schweizerische Salonnière und Brieffreundin Johann Wolfgang von Goethes
- Schulthess, Benno (1938–2014), Schweizer Maler
- Schulthess, Edmund (1868–1944), Schweizer Politiker (FDP)Edmund Schulthess (1868–1944)

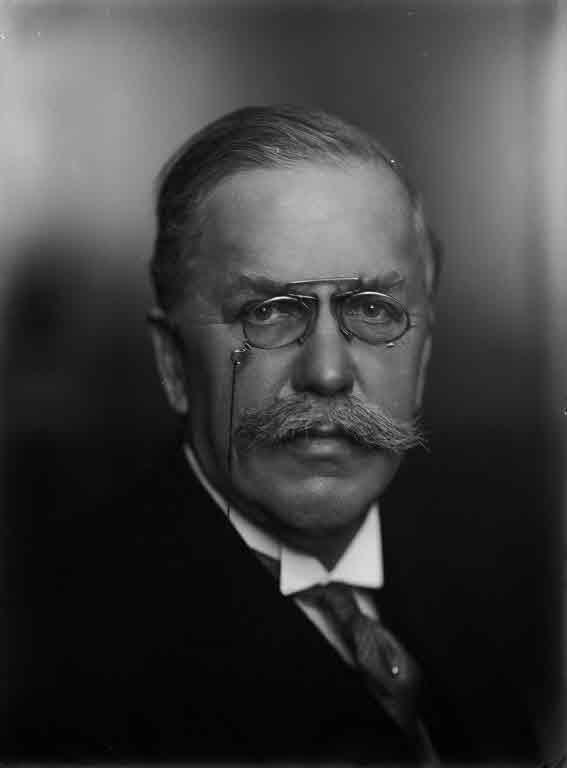
Edmund Schulthess (1868–1944)

- Schulthess, Emil (1805–1855), Schweizer Landschaftsmaler und Heraldiker
- Schulthess, Emil (1913–1996), Schweizer Fotograf
- Schulthess, Friedrich (1804–1869), Schweizer Verleger
- Schulthess, Hans (1872–1959), Schweizer Verlagsbuchhändler
- Schulthess, Hans Heinrich (* 1665), Schweizer Kaufmann und Pietist
- Schulthess, Hans Jakob (1691–1761), Schweizer evangelischer Geistlicher und Pietist
- Schulthess, Heinz (* 1939), Schweizer Unternehmer und ehemaliger Autorennfahrer
- Schulthess, Johann Georg (1724–1804), Schweizer evangelischer Geistlicher
- Schulthess, Johann Georg (1758–1802), Schweizer reformierter Theologe
- Schulthess, Johannes (1763–1836), Schweizer evangelischer Geistlicher und Hochschullehrer
- Schultheß, Karl Johann Jakob (1775–1855), Schweizer Maler
- Schulthess, Konstanze von (* 1945), deutsche AutorinKonstanze von Schulthess (* 1945)

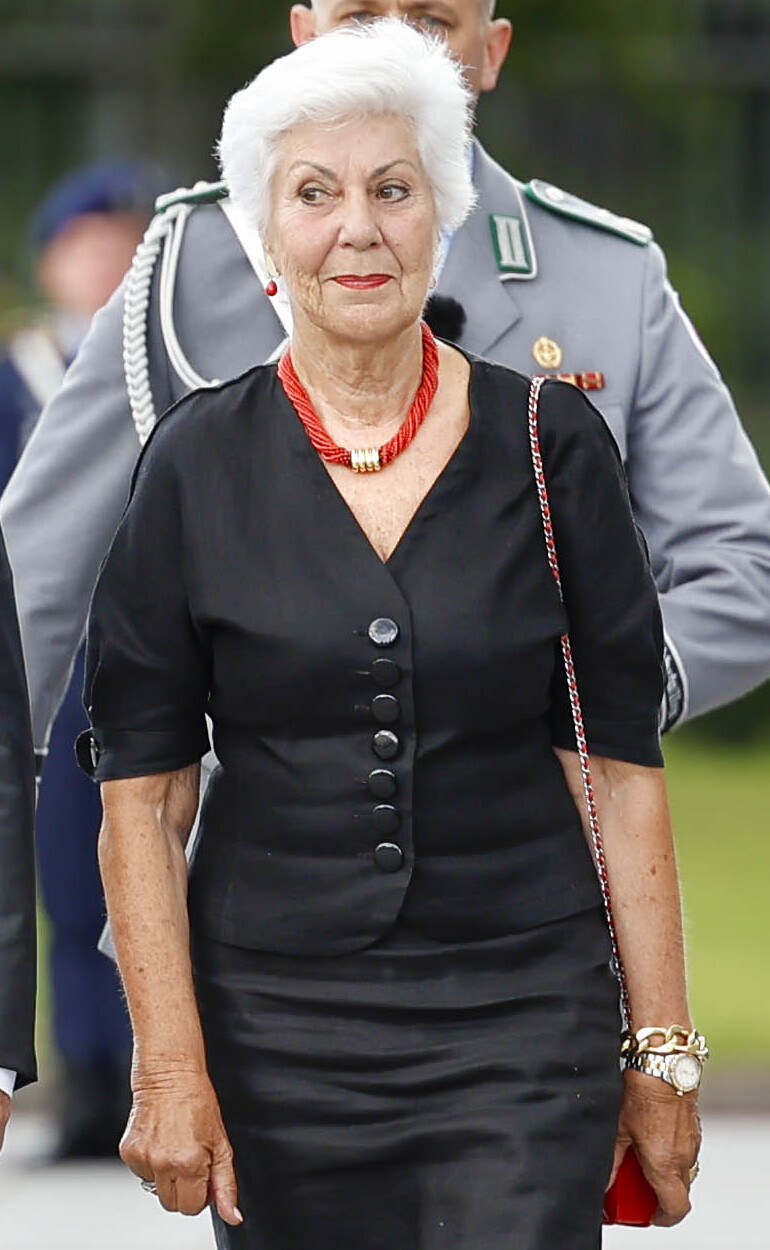
Konstanze von Schulthess (* 1945)

- Schulthess, Ludwig (1805–1844), Schweizer Ingenieur und Zeichner
- Schulthess, Otto (1862–1939), Schweizer Klassischer Philologe und Hochschullehrer
- Schulthess, Peter (* 1945), Schweizer Informatiker und Hochschullehrer
- Schulthess, Peter (* 1953), Schweizer Philosoph
- Schulthess, Philipp von (* 1973), deutsch-schweizerischer Schauspieler
- Schulthess, Walter (1894–1971), Schweizer Komponist und Konzertagent
- Schulthess, Wilhelm (1855–1917), Schweizer Internist und Pädiater
- Schulthoff, René (* 1972), deutscher Journalist, Reporter und Redakteur

### Schulti
- Schulting, Harry (* 1956), niederländischer Leichtathlet
- Schulting, Peter (* 1987), niederländischer Radrennfahrer
- Schülting, Sabine (* 1965), deutsche Anglistin
- Schulting, Suzanne (* 1997), niederländische Shorttrackerin
- Schultingh, Antonius (1659–1734), niederländischer Rechtswissenschaftler
- Schultingh, Johann (1630–1666), niederländischer Historiker
- Schultis, Joachim (* 1943), deutscher Kommunalpolitiker

### Schultk
- Schultka, Rüdiger (1939–2025), deutscher Anatom
- Schültke, Bettina (* 1961), deutsche Dramaturgin

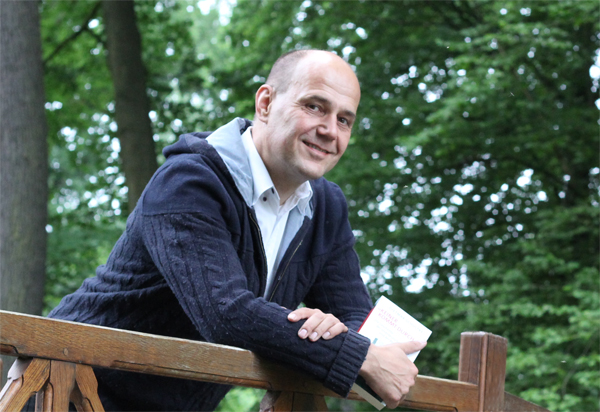
Dietmar Schultke (* 1967)

- Schultke, Dietmar (* 1967), deutscher AutorDietmar Schultke (* 1967)

### Schults
- Schults, Adolf (1820–1858), deutscher Dichter
- Schults, G., Barockkomponist
- Schultsz, Jan (* 1965), holländischer Dirigent, Pianist, Kammermusiker und Hochschullehrer

### Schultt
- Schultt, Juliana Patientia (1680–1701), deutsche pietistische Schriftstellerin

### Schultz
- Schultz van Haegen, Melanie (* 1970), niederländische Politikerin
- Schultz von Dratzig, Rudolf (* 1897), deutscher Verwaltungsbeamter und SS-Führer
- Schultz, Adolph (1891–1976), deutsch-schweizerischer Primatologe, Anthropologe sowie Hochschullehrer
- Schultz, Adrian Gottlob (* 1730), deutscher Chemiker
- Schultz, Alain (* 1983), Schweizer Fussballspieler
- Schultz, Albert (1940–1993), österreichischer Politiker (SPÖ), Landtagsabgeordneter und Bezirksvorsteher
- Schultz, Albrecht (1919–2007), deutscher Manager
- Schultz, Alfred (1840–1904), preußischer Verwaltungsbeamter und -jurist
- Schultz, Alwin (1838–1909), deutscher Kunsthistoriker
- Schultz, Andrew (* 1960), australischer Komponist
- Schultz, Annatina (* 1977), Schweizer Juristin und Klettersportlerin
- Schultz, Annette (* 1957), deutsche Volleyballspielerin
- Schultz, Anton († 1736), schwedischer Medailleur und Stempelschneider
- Schultz, Arved von (1883–1967), deutscher Geograph
- Schultz, August (1852–1889), deutscher Klassischer Philologe und Schullehrer
- Schultz, Beatrice (* 1968), deutsche Szenenbildnerin
- Schultz, Bernd (* 1957), deutscher Sportfunktionär
- Schultz, Børge Johan (1764–1826), norwegischer Beamter und Inspektor in Grönland
- Schultz, Brandon (* 1996), US-amerikanischer Eishockeyspieler
- Schultz, Bruno (1894–1987), deutscher Wirtschaftswissenschaftler, Volkswirt sowie Hochschullehrer
- Schultz, Bruno (1895–1945), deutscher Fotograf, Verleger und Hauptmann im OKW
- Schultz, Bruno K. (1901–1997), österreichisch-deutscher SS-Führer, Anthropologe und Hochschullehrer
- Schultz, Carl (1835–1907), deutscher Rechtsanwalt, Stadtverordneter und Schriftsteller
- Schultz, Carl (1885–1966), deutscher Politiker (FDP)
- Schultz, Carl (* 1898), deutscher Tierarzt, Ministerialbeamter und Hochschullehrer
- Schultz, Carl (* 1939), australischer Regisseur und Drehbuchautor
- Schultz, Carl Heinrich (1805–1867), deutscher Arzt und Botaniker
- Schultz, Charlotte (1899–1946), deutsche Schauspielerin und Bühnenautorin
- Schultz, Christian (1794–1878), deutscher Befreiungskämpfer, Offizier, Diplomat in Diensten des Königreichs Hannover
- Schultz, Christina (* 1969), deutsche Volleyballspielerin
- Schultz, Christoph (* 1981), deutscher Politiker (CDU)
- Schultz, Claire Kelly (1924–2015), US-amerikanische Bibliothekarin, Informatikerin und Hochschullehrerin
- Schultz, Clemens (1862–1914), deutscher Theologe
- Schultz, Dagmar (* 1941), deutsche Soziologin, Filmemacherin, Verlegerin und Hochschullehrerin
- Schultz, Dalton (* 1996), US-amerikanischer Footballspieler
- Schultz, Daniel (1615–1683), deutscher Porträtmaler
- Schultz, Dave (* 1949), kanadischer Eishockeyspieler und -trainer
- Schultz, David (* 1955), US-amerikanischer Wrestler
- Schultz, David (1959–1996), US-amerikanischer Ringer
- Schultz, David (* 1971), deutscher Kameramann
- Schultz, David Ferdinand († 1830), deutscher Landwirt und Abgeordneter
- Schultz, Dietrich Wilhelm von (1733–1803), preußischer Generalmajor, Kommandeur des Bosniken-Korps, Chef des Husarenregiments Nr. 3
- Schultz, Dutch (1901–1935), US-amerikanischer Mobster und Bandenchef eines Alkoholschmugglerrings während der Prohibitionszeit
- Schultz, Dwight (* 1947), US-amerikanischer Schauspieler und SynchronsprecherDwight Schultz (* 1947)

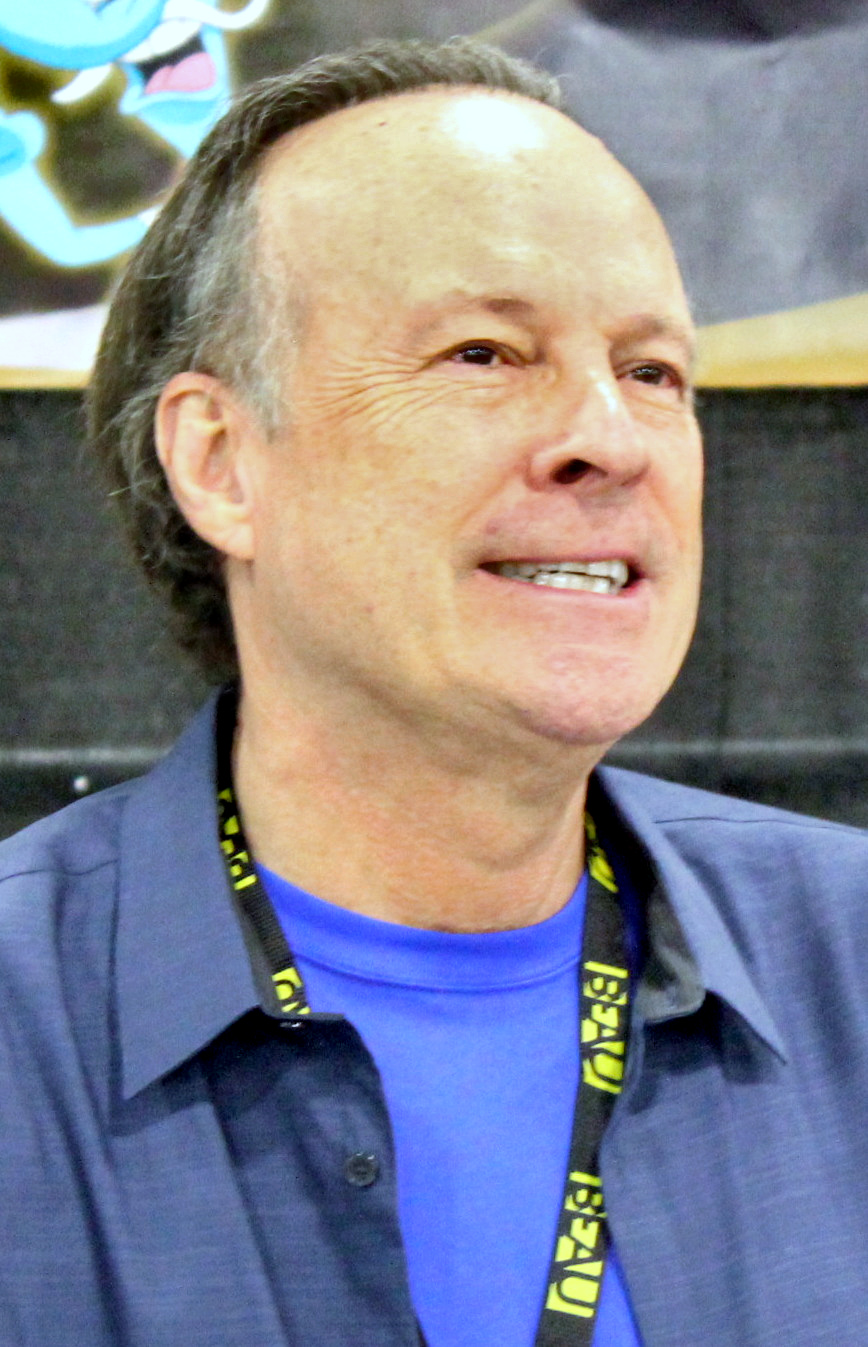
Dwight Schultz (* 1947)

- Schultz, Eckhard (* 1964), deutscher Ruderer
- Schultz, Ed (1954–2018), US-amerikanischer Fernseh- und Radiomoderator und -kommentator
- Schultz, Egmont (1903–1945), deutscher Werkzeugmacher und als Mitstreiter der Saefkow-Jacob-Bästlein-Organisation ein Widerstandskämpfer gegen das NS-Regime
- Schultz, Egon (1943–1964), deutscher DDR-Grenzoffizier, versehentlich erschossen von Untergebenem
- Schultz, Elisabeth (1817–1898), deutsche Pflanzenmalerin und Lehrerin
- Schultz, Emil (1899–1946), deutscher Politiker (NSDAP), MdR
- Schultz, Ernest (1931–2013), französischer Fußballspieler
- Schultz, Ernst (1862–1919), deutscher Mathematiker und Hochschullehrer
- Schultz, Ernst (1879–1906), dänischer Sprinter
- Schultz, Ernst (* 1943), deutscher Komponist, Musikproduzent, Sänger, Gitarrist und Keyboarder
- Schultz, Ernst Christoph (1740–1810), deutscher Jurist und Naturwissenschaftler
- Schultz, Ernst Gustav (1811–1851), deutscher Orientforscher und preußischer Konsul in Jerusalem
- Schultz, Ernst Wilhelm (1861–1953), deutscher Sammler von Kulturgut aus dem Markgräfler Land und Gründer des Heimatmuseums in Lörrach
- Schultz, Ernst Wilhelm Woldemar (1813–1887), deutsch-baltischer lutherischer Geistlicher und Generalsuperintendent für das Gouvernement Estland
- Schultz, Eva Katharina (1922–2007), deutsche Schauspielerin und Synchronsprecherin
- Schultz, Frank (1872–1913), deutscher Mediziner
- Schultz, Franz (* 1841), deutscher Lehrer, Gymnasialdirektor, Heimatforscher und Genealoge in Westpreußen
- Schultz, Franz (1877–1950), deutscher Germanist
- Schultz, Franz (* 1991), chilenischer Fußballspieler
- Schultz, Franz Albert (1692–1763), deutscher lutherischer Theologe
- Schultz, Friedrich (1865–1945), deutscher Admiral der Kaiserlichen Marine
- Schultz, Friedrich Wilhelm (1804–1876), deutscher Botaniker
- Schultz, Fritz-Rudolf (1917–2002), deutscher Offizier und Politiker (FDP), MdL, MdB, Wehrbeauftragter des deutschen Bundestags
- Schultz, Georg (1860–1945), deutscher Politiker (DNVP), MdR
- Schultz, Georg Friedrich (1809–1866), deutscher Weinhändler, Naturforscher, Autor
- Schultz, Georg Julius von (1808–1875), deutschbaltischer Arzt, Dichter, Publizist, Folklorist und Zeichner
- Schultz, Golda (* 1983), südafrikanische Opernsängerin (Sopran)
- Schultz, Gordon, Pianist, Komponist und Musikproduzent christlicher Musik
- Schultz, Gottfried (1643–1698), deutscher Mediziner, Arzt in Breslau
- Schultz, Gottfried (1842–1919), deutscher Stillleben- und Porträtmaler der Düsseldorfer Schule
- Schultz, Günter (1936–2021), deutscher Mediziner und Pharmakologe
- Schultz, Guntram (* 1947), deutscher Ingenieur und Hochschullehrer
- Schultz, Gustav (1851–1928), deutscher Chemiker
- Schultz, Hans (1898–1982), deutscher Veterinärmediziner sowie Hochschullehrer
- Schultz, Hans (1912–2003), Schweizer Rechtswissenschaftler sowie Hochschullehrer
- Schultz, Hans Dietrich (1934–2023), deutscher Numismatiker
- Schultz, Hans Jürgen (1928–2012), deutscher Rundfunkjournalist
- Schultz, Hans Reiner (* 1959), deutscher Pflanzenbauwissenschaftler und Professor
- Schultz, Hans-Adolf (1909–1990), deutscher Archäologe und Historiker
- Schultz, Hans-Dietrich (* 1947), deutscher Geograph
- Schultz, Hans-Eberhard (* 1943), deutscher Rechtsanwalt und AutorHans-Eberhard Schultz (* 1943)

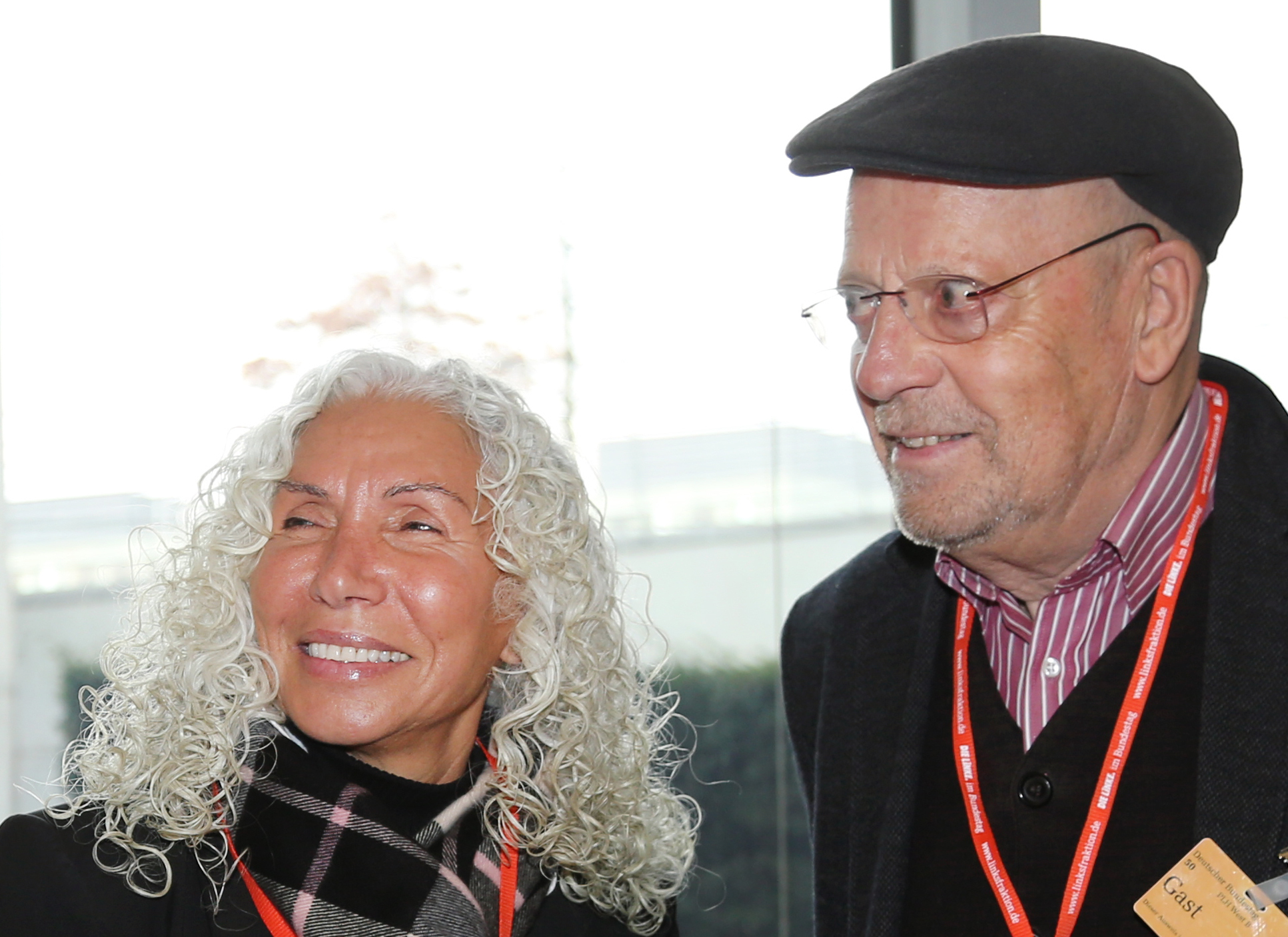
Hans-Eberhard Schultz (* 1943)

- Schultz, Hans-Jürgen (* 1935), deutscher Geograph und Politiker (LDPD, FDP)
- Schultz, Hans-Otto (1921–2016), deutscher Fußballspieler
- Schultz, Harold (1925–1995), US-amerikanischer Marine und Teilnehmer des Zweiten Weltkriegs
- Schultz, Harry (1874–1958), deutscher Maler
- Schultz, Hartwig (* 1941), deutscher Literaturwissenschaftler
- Schultz, Heiko (* 1940), deutscher Politiker (SPD), MdL
- Schultz, Heiko (* 1949), deutscher Universitätskanzler und Bauingenieur
- Schultz, Heinrich, Münzmeister in Dessau
- Schultz, Heinrich (1924–2012), sowjet-estnischer Kulturfunktionär
- Schultz, Helga (1941–2016), deutsche Historikerin und Hochschullehrerin
- Schultz, Helmut (1904–1945), deutscher Musikwissenschaftler
- Schultz, Helmut (1953–2023), deutscher Politiker (CDU), MdB
- Schultz, Herbert Max (1908–1997), deutscher Marineoffizier
- Schultz, Herman (1823–1890), schwedischer Astronom
- Schultz, Hermann (1836–1903), deutscher lutherischer Theologe, Hochschullehrer und Abt
- Schultz, Hermann (1856–1939), preußischer Verwaltungsbeamter und auftragsweise Landrat des Kreises Moers
- Schultz, Hermann (1878–1953), Landrat des Kreises Tecklenburg (1921–1935)
- Schultz, Hermann (1881–1915), deutscher Klassischer Philologe
- Schultz, Horst (* 1927), deutscher Fußballspieler
- Schultz, Howard (* 1953), US-amerikanischer Unternehmer, Gründer und Gesellschafter von StarbucksHoward Schultz (* 1953)

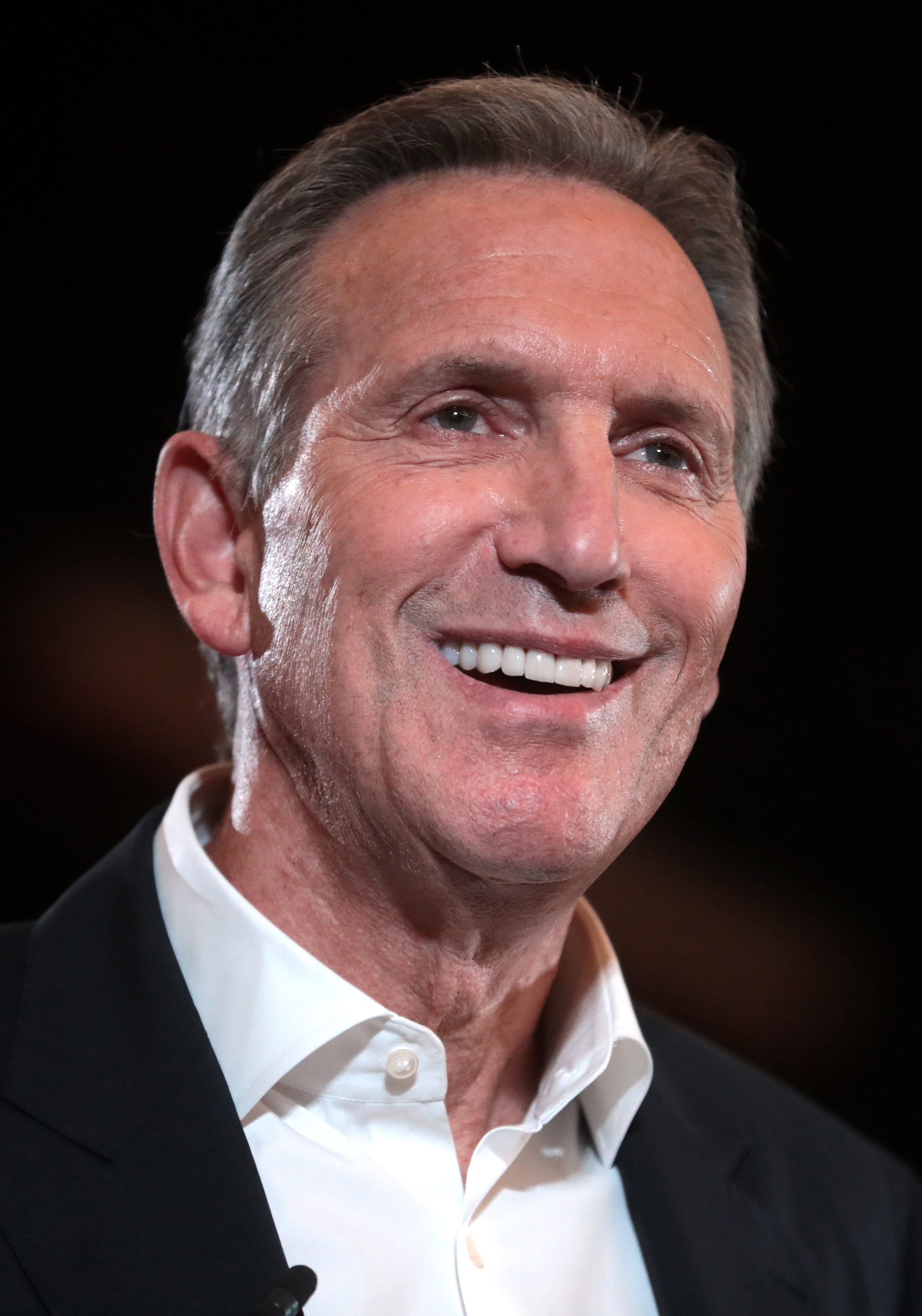
Howard Schultz (* 1953)

- Schultz, Hugo (1835–1905), deutscher Verwaltungsbeamter, preußischer Regierungspräsident in Hildesheim, Polizeipräsident und Landrat
- Schultz, Hugo (1838–1904), deutscher Jurist und Politiker
- Schultz, Hugo (1933–2024), deutscher Schriftsteller
- Schultz, Ilona (* 1973), deutsche Filmproduzentin
- Schultz, Ingo (* 1975), deutscher Sprinter (400 m)
- Schultz, Jacqueline (* 1956), US-amerikanische Schauspielerin
- Schultz, James Willard (1859–1947), amerikanischer Schriftsteller
- Schultz, Jeanne (1862–1910), französische Schriftstellerin
- Schultz, Jeff (* 1986), kanadischer Eishockeyspieler
- Schultz, Jesse (* 1982), kanadischer Eishockeyspieler
- Schultz, Jessica (* 1985), US-amerikanische Curlerin
- Schultz, Joachim (* 1949), deutscher Romanist und Schriftsteller
- Schultz, Johann Bernhard (1627–1694), Medailleur und Kartograf in Hamburg und Berlin
- Schultz, Johann Friedrich (1739–1805), deutscher theologischer Aufklärer, Mathematiker und Philosoph
- Schultz, Johann Gottfried (1734–1819), deutscher Jurist und Zeichner
- Schultz, Johann Karl (1801–1873), deutscher Maler
- Schultz, Johann Karl August von (1737–1800), preußischer Generalmajor und zuletzt Brigadier der südpreußischen Füsilier-Brigade
- Schultz, Johann Matthias (1771–1849), deutscher Klassischer Philologe
- Schultz, Johann Theodor (1817–1893), deutscher Kunstmaler und Pädagoge
- Schultz, Johannes (1582–1653), deutscher Komponist
- Schultz, Johannes Heinrich (1884–1970), deutscher Neurologe
- Schultz, Johannes Reinhold (1905–1941), deutschbaltischer Geistlicher
- Schultz, John Christian (1840–1896), kanadischer Politiker
- Schultz, Josef (1909–1941), deutscher Wehrmachtssoldat
- Schultz, Justin (* 1990), kanadischer Eishockeyspieler
- Schultz, Karl (1902–1977), deutscher Politiker (NSDAP), MdR, MdL
- Schultz, Karl, deutscher Publizist und Verleger
- Schultz, Karl (* 1937), deutscher Vielseitigkeitsreiter
- Schultz, Karl Friedrich (1766–1837), deutscher Mediziner und Botaniker
- Schultz, Klaus (1947–2014), deutscher Dramaturg und IntendantKlaus Schultz (1947–2014)

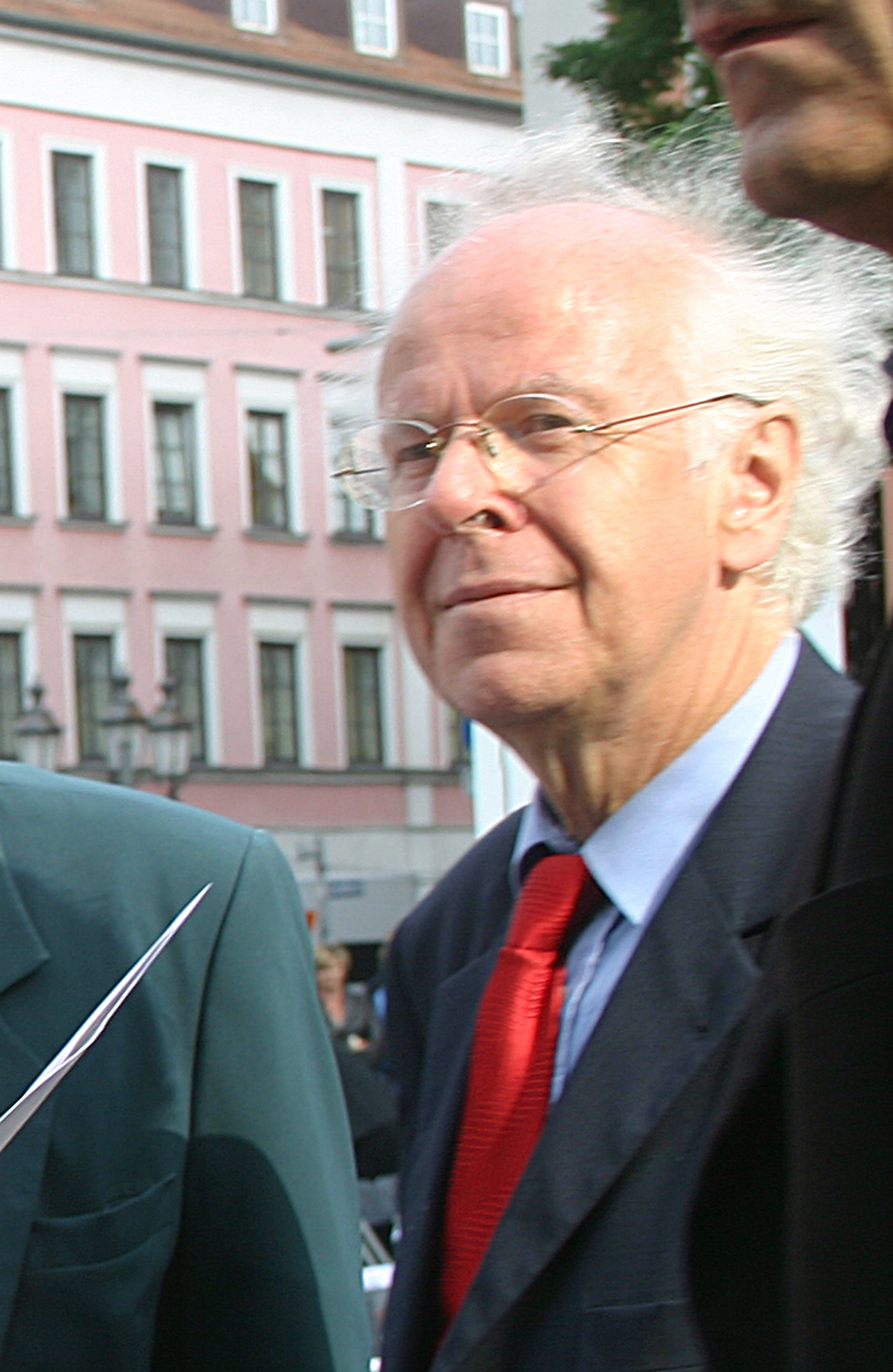
Klaus Schultz (1947–2014)

- Schultz, Lennart (* 2002), deutscher Basketballspieler
- Schultz, Leonard Peter (1901–1986), US-amerikanischer Ichthyologe
- Schultz, Levente (* 1977), ungarischer Fußballspieler
- Schultz, Lili (1895–1970), deutsche Emaillie-Künstlerin
- Schultz, Linda (* 1981), deutsche Schriftstellerin
- Schultz, Ludwig (* 1947), deutscher Physiker
- Schultz, Mares (1920–2013), deutsche Malerin, Grafikerin und Illustratorin
- Schultz, Marjan (1892–1942), deutscher Hafendirektor in Königsberg
- Schultz, Mark (* 1955), US-amerikanischer Comicautor und -zeichner
- Schultz, Mark (* 1960), US-amerikanischer Ringer
- Schultz, Martha (* 1963), österreichische Unternehmerin
- Schultz, Mathias (* 1984), deutscher Motorrad-Speedwayrennfahrer
- Schultz, Matthias (* 1972), deutscher Fachredakteur für die Bereiche Schifffahrtsgeschichte, Modellbau und Nutzfahrzeugtechnik
- Schultz, Max (1874–1917), deutscher Marineoffizier
- Schultz, Melanie (* 1985), kanadische Biathletin
- Schultz, Michael (* 1938), US-amerikanischer Produzent und Regisseur
- Schultz, Michael (* 1945), deutscher Mediziner, Anthropologe und Professor an der Universität Göttingen
- Schultz, Michael (1951–2021), deutscher Galerist und Kunsthändler
- Schultz, Michael (* 1993), deutscher FußballspielerMichael Schultz (* 1993)

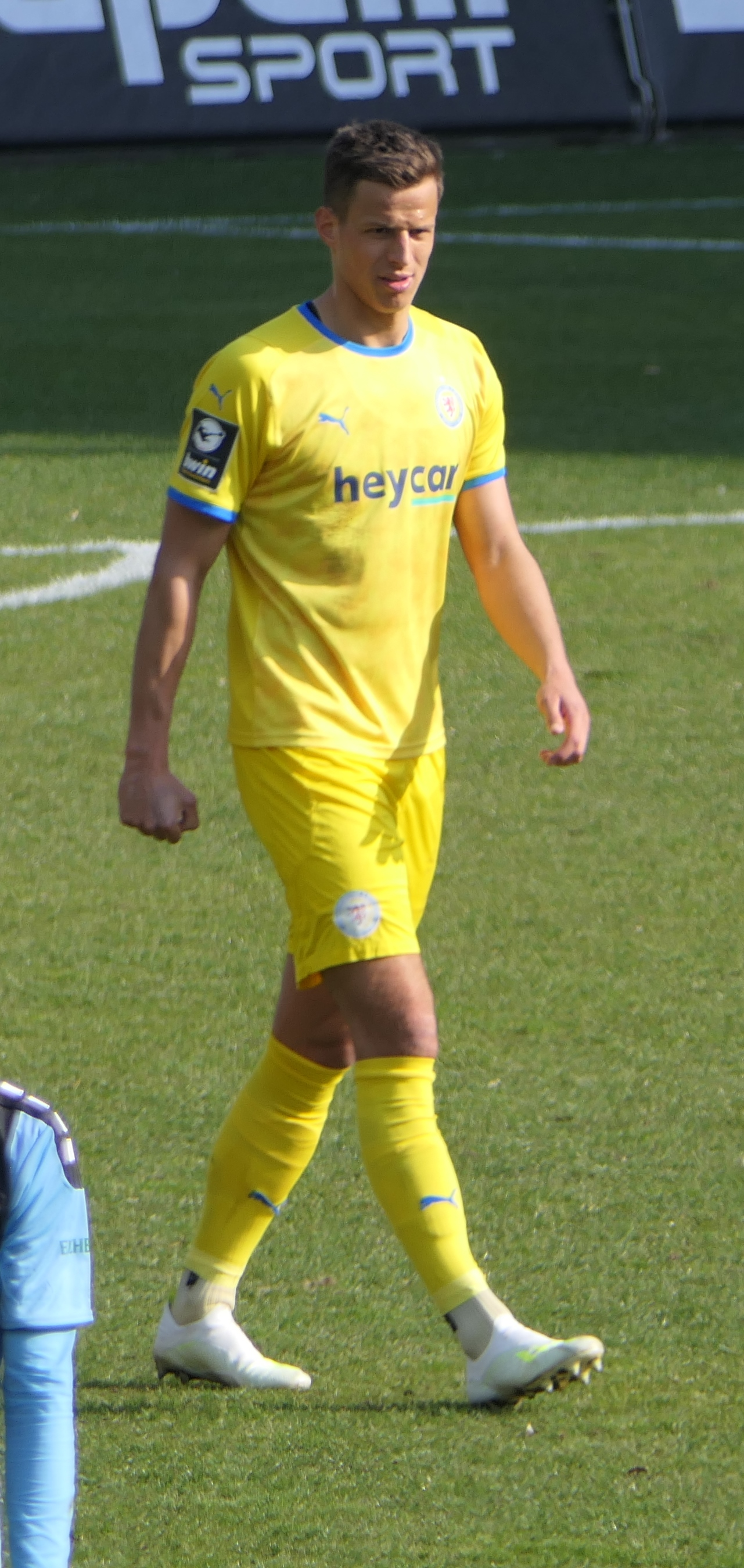
Michael Schultz (* 1993)

- Schultz, Michelle A. (* 1972), US-amerikanische Juristin, Mitglied der amerikanischen Regulierungsbehörde Surface Transportation Board
- Schultz, Nick (* 1982), kanadischer Eishockeyspieler
- Schultz, Nick (* 1994), australischer Radrennfahrer
- Schultz, Nina (* 1998), chinesisch-kanadische Siebenkämpferin
- Schultz, Nora (* 1975), deutsche Konzept-, Installations- und Performancekünstlerin
- Schultz, Otto (1848–1911), deutscher Medailleur und Münzeisenschneider
- Schultz, Otto (1882–1951), deutscher Politiker (MDB) und Gutsbesitzer
- Schultz, Paul (1891–1964), deutscher Offizier, zuletzt Generalmajor im Zweiten Weltkrieg
- Schultz, Paul (1945–1963), deutsches Todesopfer der Berliner Mauer
- Schultz, Pauline (* 1997), deutsche Volleyballspielerin
- Schultz, Peter C. (* 1942), US-amerikanischer Materialwissenschaftler und Lichtwellenleiter-Pionier
- Schultz, Peter G. (* 1956), US-amerikanischer Chemiker
- Schultz, Peter von (1926–2015), deutscher Schauspieler, Regisseur und Hörspielsprecher
- Schultz, Pit (* 1965), deutscher Informatiker, Internetaktivist, Autor und Medienkünstler
- Schultz, Raymond, kanadischer Geistlicher
- Schultz, Reinhard (1949–2021), deutscher Politiker (SPD), MdB
- Schultz, Reinhold (1858–1933), deutscher Reichsgerichtsrat
- Schultz, Richard (1863–1928), österreichisch-deutscher Schauspieler und Theaterleiter
- Schultz, Rudolf (1895–1982), deutscher Politiker (NSDAP), MdR
- Schultz, Sabine (1937–2021), deutsche Numismatikerin
- Schultz, Sarah Ann (* 1976), US-amerikanische Schauspielerin und Model
- Schultz, Sebastian (* 1974), deutscher Filmeditor, Regisseur und Drehbuchautor
- Schultz, Sheldon (1933–2017), US-amerikanischer Physiker
- Schultz, Sigrid (1893–1980), US-amerikanische Journalistin
- Schultz, Sonja M. (* 1975), deutsche Journalistin und Schriftstellerin
- Schultz, Stefan (* 1980), deutscher Wirtschaftsjournalist
- Schultz, Svend S. (1913–1998), dänischer Komponist und Dirigent
- Schultz, Tanja (* 1964), deutsche Informatikerin
- Schultz, Tanja (* 1967), deutsche Behindertensportlerin im Bogenschießen
- Schultz, Tanjev (* 1974), deutscher Journalist und PublizistTanjev Schultz (* 1974)

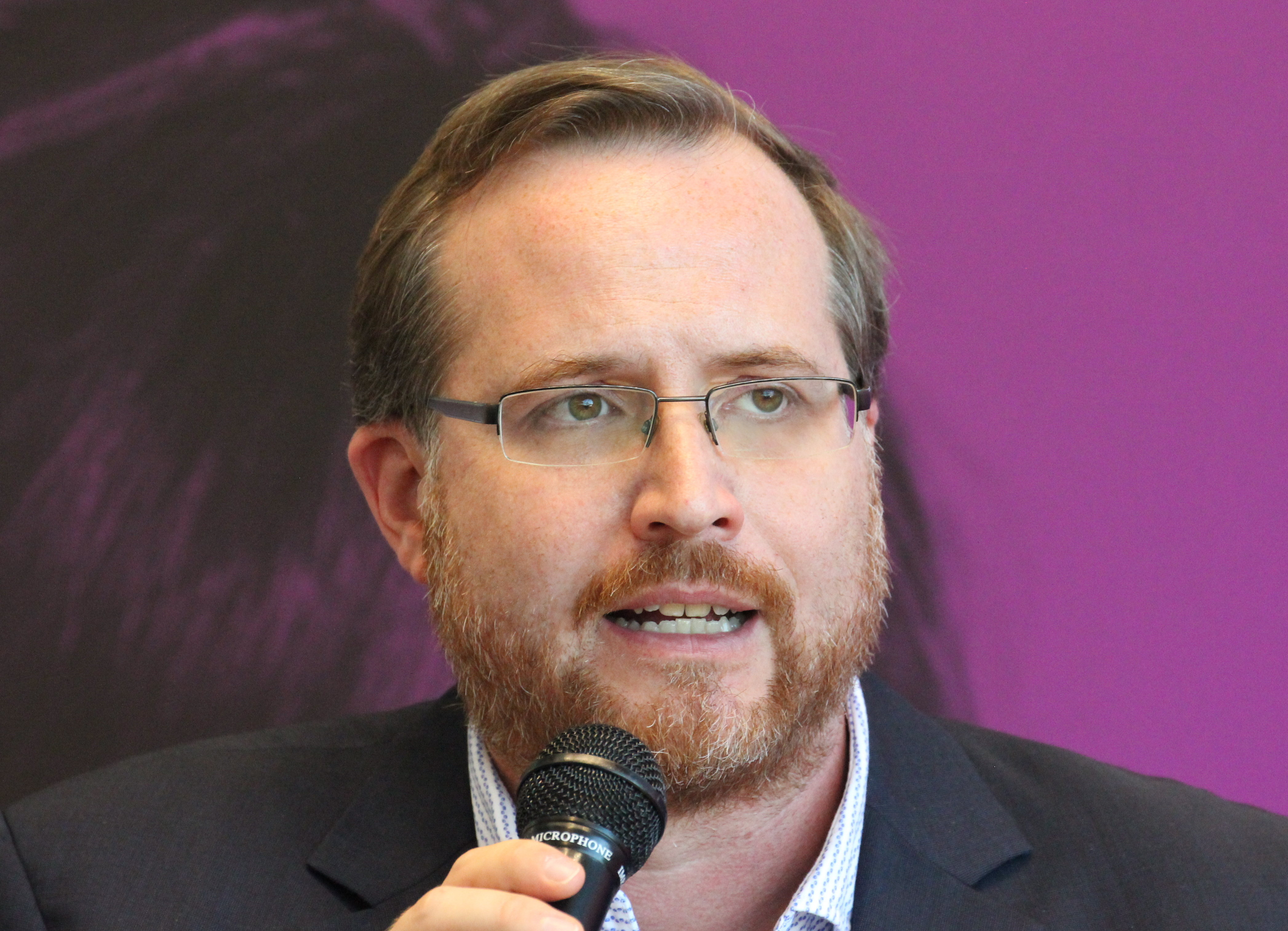
Tanjev Schultz (* 1974)

- Schultz, Theodore W. (1902–1998), amerikanischer Ökonom und Nobelpreisträger
- Schultz, Tim Oliver (* 1988), deutscher Schauspieler und FilmproduzentTim Oliver Schultz (* 1988)

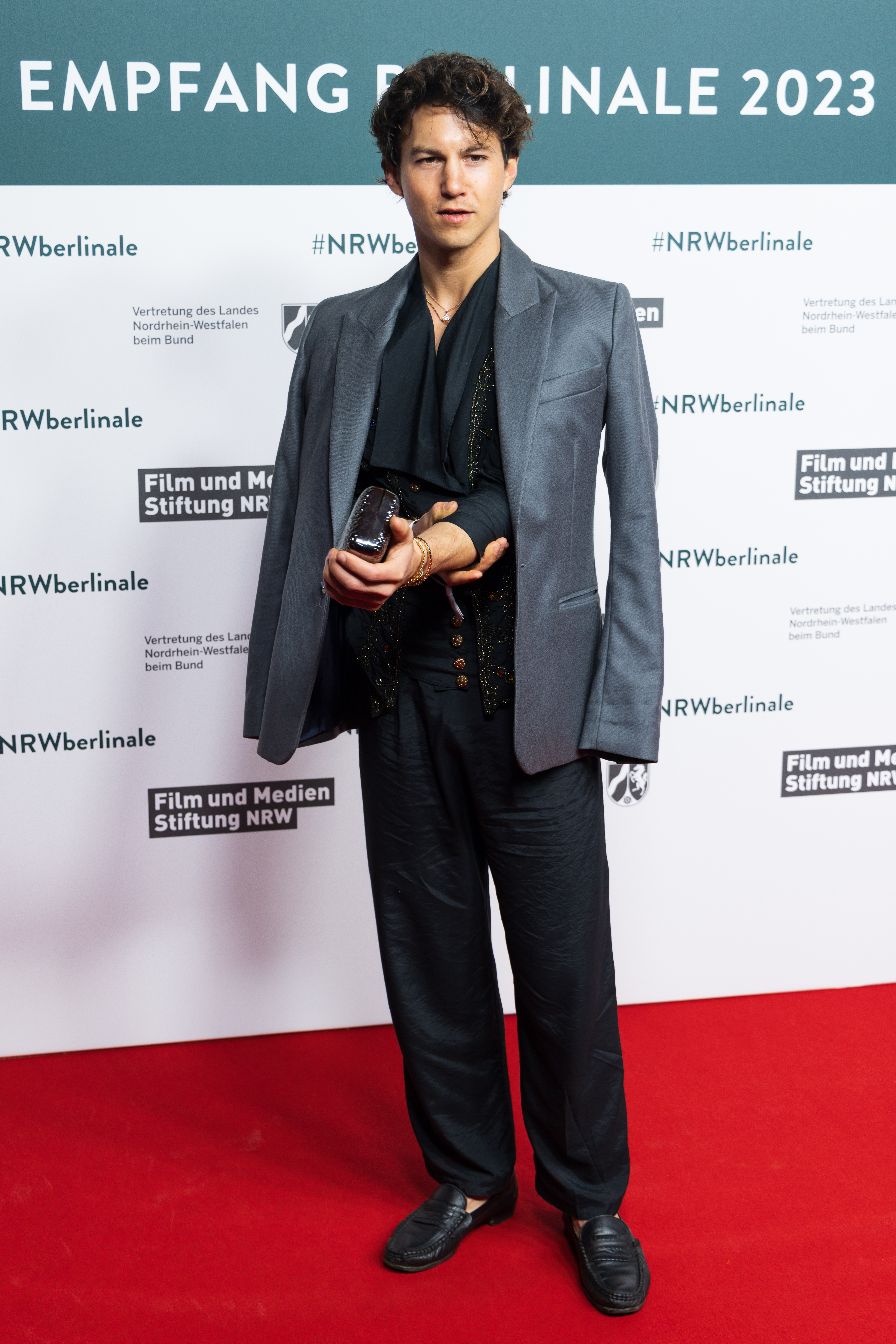
Tim Oliver Schultz (* 1988)

- Schultz, Timo (* 1977), deutscher Fußballspieler
- Schultz, Ty (* 1997), chinesisch-kanadischer Eishockeyspieler
- Schultz, Uwe (* 1936), deutscher Rundfunkjournalist, Literaturforscher und Publizist
- Schultz, Victor (* 1959), kanadischer Geiger
- Schultz, Volker (* 1962), deutscher Wirtschaftswissenschaftler, Dozent und Fachbuchautor
- Schultz, Volker (* 1972), deutscher Jurist, Richter am Bundesgerichtshof
- Schultz, Volkmar (* 1938), deutscher Politiker (SPD), MdL, MdB
- Schultz, Walter (1874–1953), deutscher NSDAP-Gauleiter
- Schultz, Walter D. (1910–1964), deutscher Journalist und Rundfunkredakteur
- Schultz, Walther (1900–1957), deutscher lutherischer Theologe
- Schultz, Werner (1878–1944), deutscher Internist und Hämatologe
- Schultz, Wilhelm (1854–1921), deutscher Uhrmacher und Herausgeber
- Schultz, Wilhelm (1862–1933), deutscher Ministerialbeamter
- Schultz, Willi, deutscher Fußballspieler
- Schultz, Willi (1892–1972), deutscher Schullehrer und Sammler pommerscher Volkslieder und Volkstänze
- Schultz, Willi (1896–1961), deutscher Politiker (KPD/SED). MdL
- Schultz, Willi Gottfried (1900–1969), deutscher Gynäkologe und Hochschullehrer
- Schultz, William C. (1926–2006), US-amerikanischer Manager im Instrumentenbau
- Schultz, Wolf E. (* 1940), deutscher bildender Künstler
- Schultz, Wolfgang (1881–1936), österreichisch-deutscher Philosoph und Nationalsozialist
- Schultz, Wolfgang E. (* 1945), deutscher Unternehmer
- Schultz, Wolfgang-Andreas (* 1948), deutscher Komponist
- Schultz, Wolfhart (1937–1992), deutscher Biologe
- Schultz, Wolfram (* 1944), deutsch-britischer Neurowissenschaftler
- Schultz-Brauns, Otto (1896–1963), deutscher Mediziner, Hochschullehrer und SS-Sturmbannführer
- Schultz-Ewerth, Charlotte (* 1898), deutsche Schriftstellerin
- Schultz-Ewerth, Erich (1870–1935), deutscher Kolonialbeamter und EthnologeErich Schultz-Ewerth (1870–1935)

Erich Schultz-Ewerth (1870–1935)

- Schultz-Gerstein, Christian (1945–1987), deutscher Journalist
- Schultz-Gerstein, Hans-Georg (* 1942), deutscher Jurist
- Schultz-Gora, Oskar (1860–1942), deutscher Romanist und Provenzalist
- Schultz-Grunow, Fritz (1906–1987), deutscher Forscher und Hochschullehrer
- Schultz-Hector, Marianne (1929–2021), deutsche Politikerin (CDU), MdL
- Schultz-Hencke, Dankmar (1857–1913), deutscher Chemiker und Physiker
- Schultz-Hencke, Harald (1892–1953), deutscher Neo-Psychoanalytiker und Hochschullehrer
- Schultz-Koernig, Heinz (1945–2020), deutscher Künstler
- Schultz-Köln, Karl (1921–2013), deutsch-finnischer Keramikkünstler und Maler
- Schultz-Lampel, Daniela (* 1960), deutsche Urologin und Wissenschaftlerin
- Schultz-Liebisch, Paul (1905–1996), deutscher Maler und Grafiker
- Schultz-Lorentzen, Christian Wilhelm (1873–1951), dänischer Missionar in Grönland, Pastor, Propst, Eskimologe, Autor, Kirchenlieddichter, Bibelübersetzer und Hochschulleiter
- Schultz-Lorentzen, Helge (1926–2001), dänischer Lehrer und Museumsmitarbeiter
- Schultz-Lorentzen, Henning (1901–1995), dänischer Propst
- Schultz-Lupitz, Albert (1831–1899), deutscher Agrarwissenschaftler und Politiker, MdR
- Schultz-McCarthy, Brenda (* 1970), niederländische Tennisspielerin
- Schultz-Merzdorf, Fritz (1890–1956), deutscher Schafzüchter und Schriftsteller
- Schultz-Pedersen, Birgit, dänische Badmintonspielerin
- Schultz-Reckewell, Babsi (1930–2016), deutsche Filmschauspielerin
- Schultz-Riga, Emil (1872–1931), deutsch-baltisch-russischer Landschaftsmaler
- Schultz-Schultzenstein, Carl Heinrich (1798–1871), deutscher Physiologe und Botaniker
- Schultz-Tornau, Joachim (* 1943), deutscher Politiker (FDP), MdL Nordrhein-Westfalen (2000–2005)
- Schultz-Trinius, Arnold (1862–1941), sächsischer Oberst, Schriftsteller und Aktivist
- Schultz-Venrath, Ulrich (* 1952), deutscher Arzt für Psychosomatik, Psychotherapie und Nervenheilkunde sowie Psychoanalytiker, Gruppenlehranalytiker, Autor und Herausgeber
- Schultz-Walbaum, Theodor (1892–1977), deutscher Maler und Grafiker
- Schultz-Wild, Lore (* 1940), deutsche Sachbuchautorin, Journalistin und Übersetzerin

#### Schultze
- Schultze, Albert von (1781–1851), deutscher Forstbeamter
- Schultze, Alfred (1864–1946), deutscher Rechtswissenschaftler und Rechtshistoriker
- Schultze, Andreas, deutscher Bildhauer
- Schultze, Arnold (1875–1948), deutscher Offizier, Geograph und Entomologe
- Schultze, Arved (* 1973), deutscher Dramaturg und Kurator
- Schultze, August (1848–1920), deutscher Unternehmer, Reeder und MdL
- Schultze, August Sigismund (1833–1918), deutscher Jurist und Hochschullehrer
- Schultze, Bernard (1915–2005), deutscher Maler der Kunstrichtung InformelBernard Schultze (1915–2005)

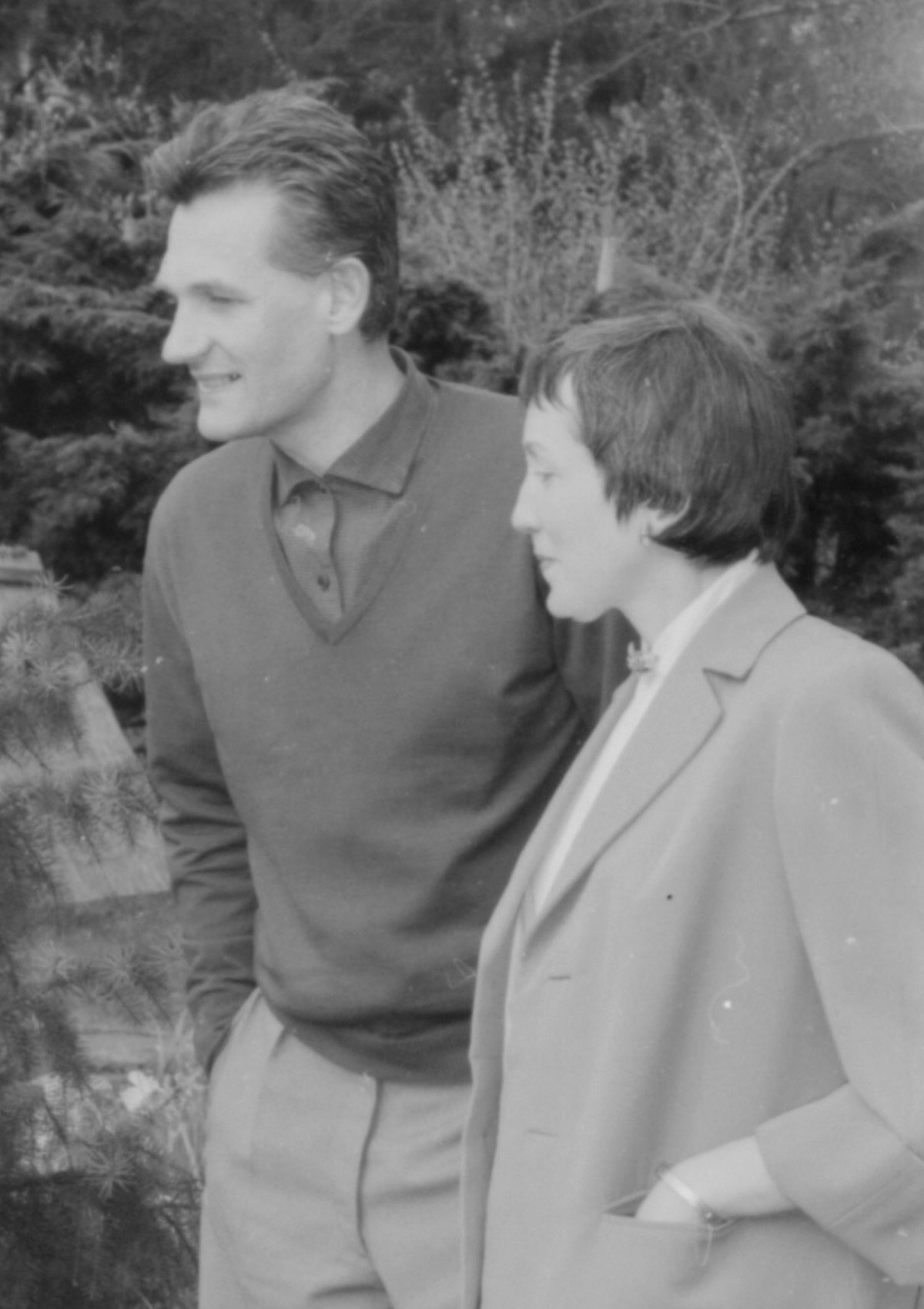
Bernard Schultze (1915–2005)

- Schultze, Bernd (* 1943), deutscher Mathematiker
- Schultze, Bernhard (1622–1687), deutscher Rechtswissenschaftler und Kameralist
- Schultze, Bernhard Sigmund (1827–1919), deutscher Gynäkologe und Geburtshelfer
- Schultze, Brigitte (* 1940), deutsche Slawistin
- Schultze, Bruno (* 1941), deutscher Philologe und Anglist
- Schultze, Carl (1814–1878), deutscher Orgelbauer in Potsdam
- Schultze, Carl (1829–1912), deutscher Schauspieler und Theaterdirektor
- Schultze, Carl (1856–1935), deutscher Landschaftsmaler
- Schultze, Carl (1858–1897), deutscher Politiker (SPD), MdR
- Schultze, Carl Adolph (1758–1818), deutscher Politiker, Bürgermeister von Weimar und Hofadvokat
- Schultze, Caroline (1867–1926), polnische Ärztin
- Schultze, Caspar (1635–1715), deutscher Kupferstecher
- Schultze, Charles (1924–2016), US-amerikanischer Ökonom
- Schultze, Christian (1788–1860), deutscher Domänenpächter, Bürgermeister und Politiker
- Schultze, Christian (1842–1909), sächsischer Generalleutnant
- Schultze, Christian Friedrich (1944–2024), deutscher Politiker (SPD), MdV, MdB und Buchautor
- Schultze, Christoph (1606–1683), deutscher Komponist und Kantor
- Schultze, Clemens (1839–1900), deutscher Hofpianist und Komponist
- Schultze, Daniela (* 1990), deutsche Ruderin
- Schultze, Edgar (1905–1986), deutscher Bauingenieur
- Schultze, Eduard (1841–1913), deutscher Hoffotograf
- Schultze, Emanuel (1740–1809), deutsches Pietist und evangelischer Missionar
- Schultze, Erich (1880–1947), deutscher Reichsgerichtsrat
- Schultze, Erich (1890–1938), deutscher Schwimmer
- Schultze, Ernst (1865–1938), deutscher Psychiater
- Schultze, Ernst (1874–1943), deutscher Nationalökonom und Soziologe
- Schultze, Franz (1842–1907), deutscher Genre-, Porträt- und Landschaftsmaler der Düsseldorfer Schule
- Schultze, Franziska (1805–1864), deutsche Blumenmalerin
- Schultze, Friedrich (1598–1677), deutscher lutherischer Theologe
- Schultze, Friedrich (1808–1906), Landtagsabgeordneter Waldeck
- Schultze, Friedrich (1848–1934), deutscher Neurologe
- Schultze, Friedrich (1856–1932), Baubeamter
- Schultze, Friedrich Albert von (1808–1875), deutscher Forstbeamter
- Schultze, Friedrich Emil Otto (1872–1950), deutscher Arzt, Psychologe und Hochschullehrer
- Schultze, Georg (1599–1634), deutscher Rechtswissenschaftler
- Schultze, Georg Richard (1903–1970), deutscher Chemiker und Hochschullehrer
- Schultze, Gerd F. (* 1955), deutscher Produzent, Regisseur und Autor
- Schultze, Günther K. F. (1896–1945), deutscher Gynäkologe und Leiter der Frauenklinik und Hebammenschule der Universität Greifswald
- Schultze, Gustav Adolf (1825–1897), deutscher Porträtmaler
- Schultze, Hans-Peter (* 1937), deutscher Paläontologe
- Schultze, Harald (* 1934), deutscher evangelischer Theologe und Autor
- Schultze, Heinrich (1816–1901), deutscher Jurist und Politiker
- Schultze, Heinz (1911–1941), deutscher nationalsozialistischer Funktionär
- Schultze, Herbert (1909–1987), deutscher Marineoffizier und U-Bootskommandant im Zweiten WeltkriegHerbert Schultze (1909–1987)

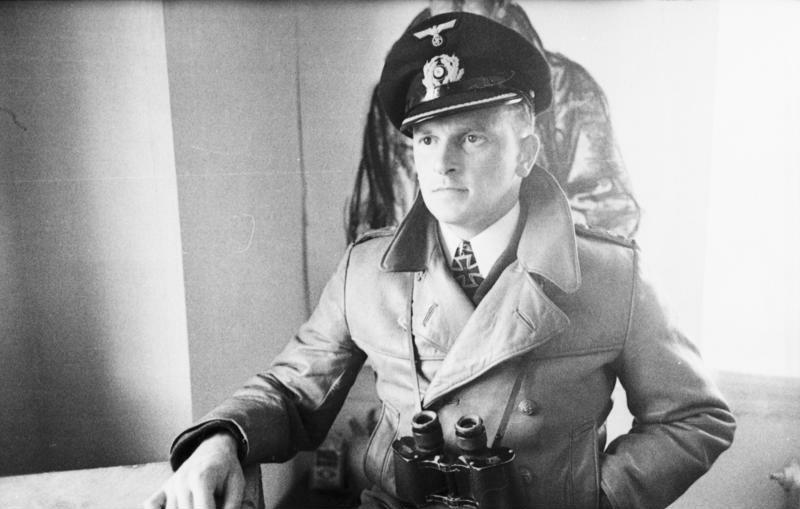
Herbert Schultze (1909–1987)

- Schultze, Herbert (1928–2009), deutscher evangelischer Theologe und Hochschullehrer
- Schultze, Herbert (1931–1970), deutscher Rennfahrer
- Schultze, Hermann (1899–1985), deutscher Chemiker
- Schultze, Hieronymus (1534–1591), deutscher Jurist, Rat und Kanzler
- Schultze, Holger (* 1961), deutscher Theaterregisseur
- Schultze, Jeanette (1931–1972), deutsche Schauspielerin
- Schultze, Joachim (* 1965), deutscher Immunologe, Krebs- und Genomforscher
- Schultze, Joachim Heinrich (1903–1977), deutscher Geograph
- Schultze, Johann Christoph († 1813), deutscher Kapellmeister und Komponist
- Schultze, Johann Dominikus (1751–1790), deutscher Arzt und Naturforscher
- Schultze, Johann Parum (1677–1740), Dorfschulze in Süthen im Hannoverschen Wendland
- Schultze, Johannes (1881–1976), deutscher Historiker und Archivar
- Schultze, Julius (1811–1881), deutscher Unternehmer
- Schultze, Karl (1795–1877), deutscher Anatom
- Schultze, Kaspar Ernst von (1691–1757), preußischer Generalleutnant der Infanterie, Kommandant von Breslau sowie Direktor der königlichen Ritterakademie Liegnitz
- Schultze, Klaus (* 1927), deutscher Bildhauer
- Schultze, Kristian (1945–2011), deutscher Komponist, Arrangeur, Keyboarder und Produzent
- Schultze, Laura (* 1994), deutsche Handballspielerin
- Schultze, Lenja (* 1986), deutsche Schauspielerin
- Schultze, Ľubica (* 1975), slowakisch-deutsche Basketballspielerin
- Schultze, Ludwig (1900–1962), deutscher Landrat
- Schultze, Margarethe Käti (1921–1944), Opfer der NS-Euthanasie
- Schultze, Markus (* 1971), deutscher Moderator bei MTV
- Schultze, Martin (1835–1899), deutscher Pädagoge und Sprachforscher
- Schultze, Martin (* 1971), deutscher Hockeytrainer
- Schultze, Max (1825–1874), deutscher Anatom und Zoologe
- Schultze, Max (1845–1926), deutscher Architekt und Naturschützer
- Schultze, Mirko (* 1974), deutscher Politiker (Die Linke), MdL
- Schultze, Norbert (1911–2002), deutscher Komponist und DirigentNorbert Schultze (1911–2002)

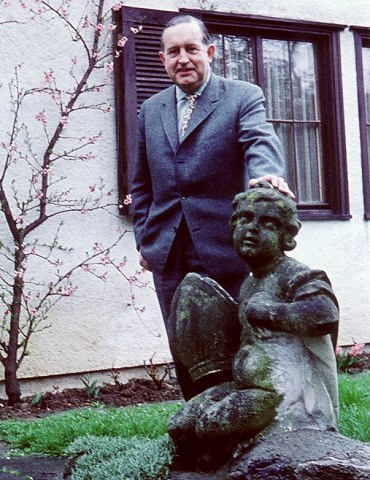
Norbert Schultze (1911–2002)

- Schultze, Norbert junior (1942–2020), deutscher Regisseur von Fernsehserien
- Schultze, Oskar (1859–1920), deutscher Anatom und Hochschullehrer
- Schultze, Otto (1884–1966), deutscher Generaladmiral im Zweiten WeltkriegOtto Schultze (1884–1966)

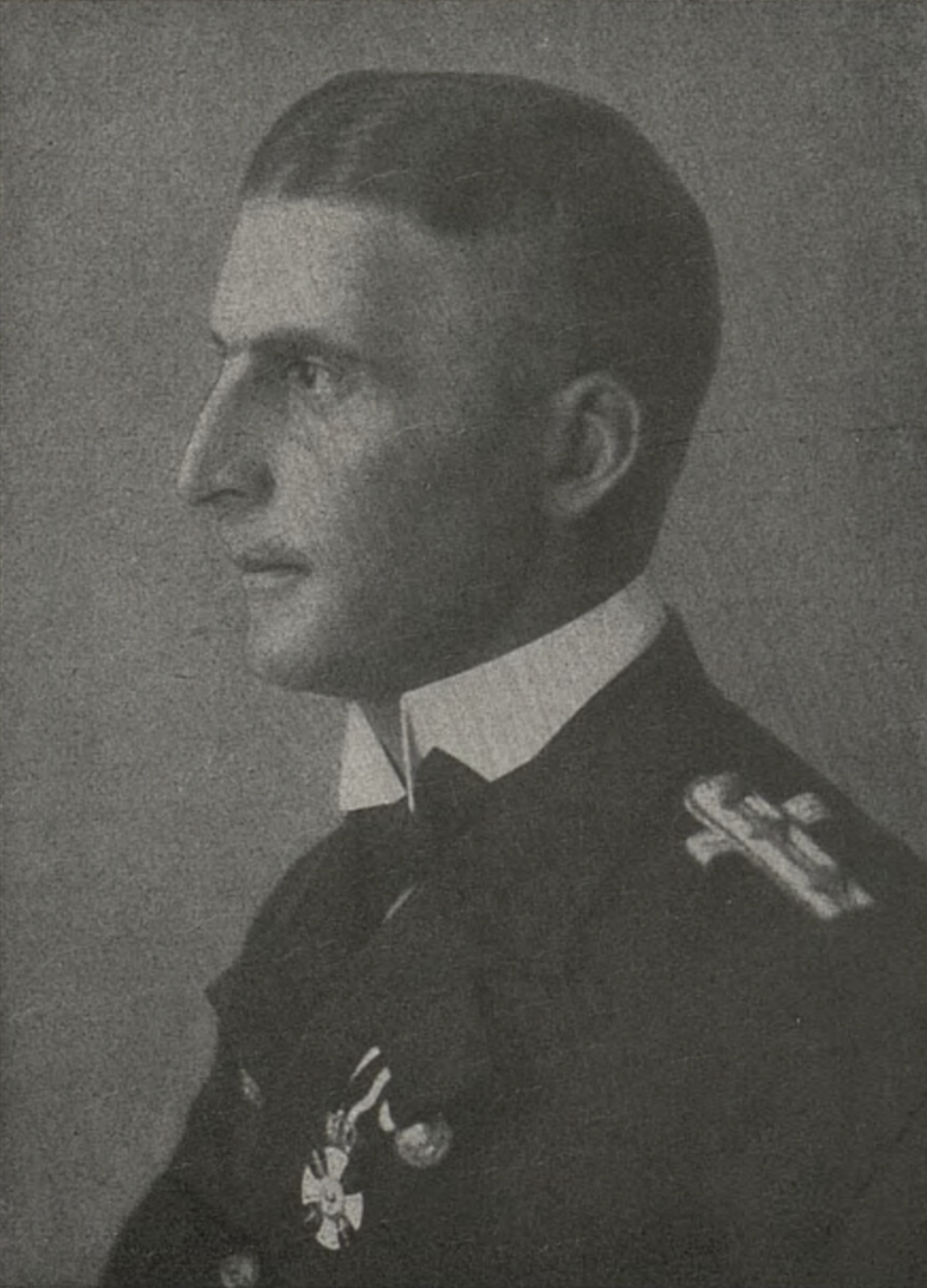
Otto Schultze (1884–1966)

- Schultze, Peter (1922–2009), deutscher Journalist und Fernsehmoderator
- Schultze, Rainer-Olaf (* 1945), deutscher Politikwissenschaftler
- Schultze, Richard Sigmund (1831–1916), deutscher Kommunalpolitiker und Bürgermeister von Greifswald
- Schultze, Robert (1828–1910), deutscher Maler
- Schultze, Rudolf (1854–1935), deutscher Architekt und Stadtbaumeister von Bonn
- Schultze, Rudolph Friedrich (1738–1791), deutscher evangelischer Theologe
- Schultze, Samuel (1635–1699), deutscher lutherischer Theologe
- Schultze, Silvio (* 1976), deutscher Volleyball-Nationalspieler
- Schultze, Stefan (* 1979), deutscher Jazzmusiker und Komponist
- Schultze, Sven (* 1978), deutscher Basketballspieler
- Schultze, Thomas (* 1963), deutscher Diplomat
- Schultze, Tony (1880–1954), niederländischer Violinist
- Schultze, Victor (1851–1937), deutscher evangelischer Kirchenhistoriker und Christlicher Archäologe
- Schultze, Waldemar († 1877), deutscher Verwaltungsbeamter
- Schultze, Walter (1894–1979), deutscher Arzt und Politiker (NSDAP), MdRWalter Schultze (1894–1979)

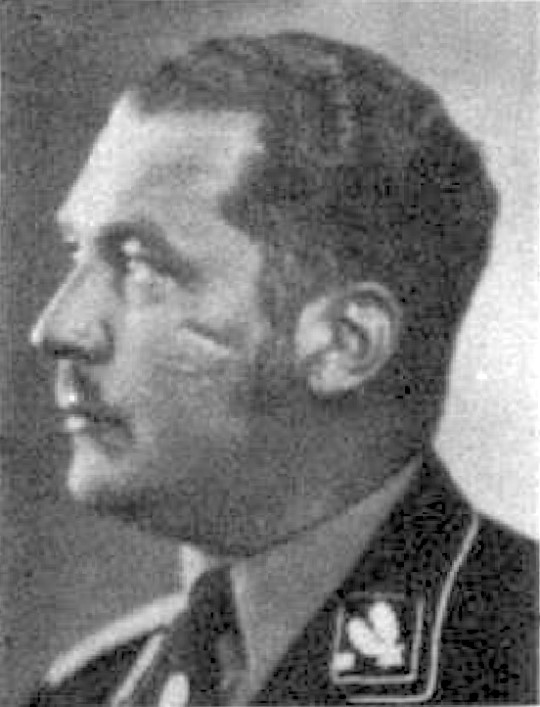
Walter Schultze (1894–1979)

- Schultze, Walter (1903–1984), deutscher Erziehungswissenschaftler
- Schultze, Walter (1907–1976), deutscher Fabrikant und Unternehmer
- Schultze, Walter Hans (1880–1964), deutscher Mediziner und Hochschullehrer
- Schultze, Walther (1862–1939), deutscher Historiker und Bibliothekar
- Schultze, Walther (1893–1970), deutscher Dermatologe und nationalsozialistischer Funktionär
- Schultze, Werner (1909–2001), deutscher Historiker und Bibliograph
- Schultze, Wilhelm (1803–1884), deutscher Verwaltungsjurist, Abgeordneter der Frankfurter Nationalversammlung
- Schultze, Wilhelm (1840–1924), deutscher Chirurg und Sanitätsoffizier
- Schultze, Wilhelm (* 1995), deutscher Kommunalpolitiker
- Schultze, Wilhelm Heinrich (1724–1790), deutscher evangelischer Geistlicher
- Schultze, Wolfgang (* 1936), deutscher Politiker (SPD), MdL und Gewerkschaftsfunktionär
- Schultze, Wolfgang (* 1966), deutscher Ökonom und Ordinarius für Betriebswirtschaftslehre (BWL)
- Schultze-Bansen, Joachim-Fritz (1926–2005), deutscher Bildhauer
- Schultze-Berndt, Jürn Jakob (* 1966), deutscher Politiker (CDU), MdA
- Schultze-Berndt, Katrin (* 1969), deutsche Politikerin (CDU), MdA
- Schultze-Biesantz, Clemens (1876–1935), deutscher Verleger und Komponist
- Schultze-Bluhm, Ursula (1921–1999), deutsche Malerin
- Schultze-Froitzheim, Hannes (1904–1995), deutscher Maler und Graphiker
- Schultze-Galléra, Siegmar von (1865–1945), deutscher Schriftsteller und Heimatforscher
- Schultze-Gebhardt, Erich (1929–2014), deutscher Heimatkundler und ehrenamtlicher Heimat- und Denkmalpfleger in Sprockhövel, NRW
- Schultze-Görlitz, Hans (1878–1952), deutscher Maler und Grafiker
- Schultze-Jasmer, Theodor (1888–1975), deutscher Maler, Grafiker und Fotograf
- Schultze-Jena, Leonhard (1872–1955), deutscher Zoologe und Anthropologe
- Schultze-Kraft, Rainer (1941–2024), deutscher Agrarwissenschaftler
- Schultze-Motel, Wolfram (1934–2011), deutscher Botaniker
- Schultze-Naumburg, Paul (1869–1949), deutscher Architekt, Kunsttheoretiker, Maler, Publizist und Politiker (NSDAP), MdRPaul Schultze-Naumburg (1869–1949)

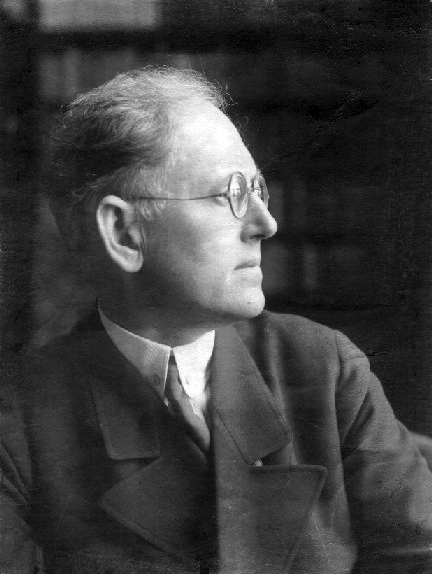
Paul Schultze-Naumburg (1869–1949)

- Schultze-Pfaelzer, Gerhard (1891–1952), deutscher Schriftsteller und politischer Publizist
- Schultze-Rhonhof, Friedrich (1892–1951), deutscher Frauenarzt
- Schultze-Rhonhof, Friedrich-Carl (1925–2014), deutscher Wissenschaftler und Autor
- Schultze-Rhonhof, Gerd (* 1939), deutscher Generalmajor der Bundeswehr und Publizist
- Schultze-Rhonhof, Otto (1897–1974), deutscher Verwaltungsjurist
- Schultze-Rhonhof, Wilhelm (1859–1939), deutscher Unternehmer
- Schultze-Schlutius, Carl-Gisbert (1903–1969), deutscher Finanzjurist und Politiker in Hamburg (CDU), MdHB
- Schultze-Seehof, Gerhard (1919–1976), deutscher Maler und Bildhauer
- Schultze-Strelitz, Ludwig (1855–1901), deutscher Gesangspädagoge, Musikwissenschaftler und Herausgeber
- Schultze-von Lasaulx, Hermann (1901–1999), deutscher Jurist und Universitätsprofessor
- Schultze-Werninghaus, Gerhard (* 1945), deutscher Internist
- Schultze-Westrum, Edith (1904–1981), deutsche Schauspielerin
- Schultze-Westrum, Thomas (1937–2022), deutscher Zoologe, Ethnologe, Verhaltensforscher und Tierfilmer
- Schultzen, Benigna, deutsche als Hexe Angeklagte
- Schultzen, Otto (1837–1875), deutscher Mediziner
- Schultzen, Wilhelm (1863–1931), deutscher Sanitätsoffizier; Heeres-Sanitätsinspekteur der Reichswehr
- Schultzendorff, Karl-Reinhard von (1915–1993), deutscher Brigadegeneral des Heeres der Bundeswehr
- Schultzendorff, Wedigo von (* 1945), deutscher Kameramann
- Schultzenstein, Siegfried (1881–1951), deutscher Jurist und nach 1945 Präsident der Reichsschuldenverwaltung